# Втрати силових структур внаслідок російського вторгнення в Україну (січень — червень 2020)
У статті наведено список втрат українських військовослужбовців у російсько-українській війні з січня по червень 2020 року.

## Список загиблих з 1 січня до 30 червня 2020 року
| №        | Світлина Емблема | Прізвище, ім'я, по-батькові                         | Про особу | Дата смерті             | Обставини смерті |
| -------- | ---------------- | --------------------------------------------------- | --- | ----------------------- | --- |
| Січень   |                  |                                                     | |                         | |
| 4293     |                  | Сергєєв Юрій Юрійович («Goodwin»)                   | 23 січня 1980, Київ. Старший лейтенант, командир взводу 72 ОМБр. 1998 вступив на навчання до НАВС. Під час війни проходив службу у БПСМОП МВС «Золоті ворота». В подальшому підписав контракт із ЗСУ. Залишились дружина та доньки. | 1 січня 2020            | Загинув від поранення в голову в м. Золоте на Луганщині, помер о 14:00. Основні версії: необережність, спроба самогубства. Похований на Лісовому кладовищі Києва. |
| 4294     |                  | Дичек Сергій Олександрович                          | 20 липня 1972, Волочиськ Хмельницька область. З 2000 мешкав у с. Богданівка (Волочиський район). Старший сержант, головний сержант — командир протитанкового відділення протитанкового взводу роти вогневої підтримки 130 ОРБ. Закінчив СПТУ № 21 від Машинобудівного заводу за фахом токар-фрезерувальник. Також здобув професію водія категорії «С». Якийсь час, до 2007, працював у Чехії. В батальйоні — з весни 2015. 28.03.2016 підписав контракт на три роки, проходив службу на посаді водія-санітара медичної роти 130 ОРБ. Згодом перейшов до РВП, подовжив контракт. Залишились мати, брат, сестра, донька від першого шлюбу, дружина та двоє синів. | 5 січня 2020            | Загинув близько 13:00 в районі хутора Вільний (Золоте-4, що входить до складу м. Золоте), внаслідок підриву вантажного автомобіля ГАЗ-66 на невідомому вибуховому пристрої (ймовірно, протитанкова міна ТМ-62), ще один боєць дістав тяжкі поранення. В Пресцентрі ООС повідомили, що підрозділ здійснював заходи логістичного забезпечення. Похований у Богданівці. |
| 4295     |                  | Рацун Сергій Петрович                               | 28 жовтня 1976, Москвитянівка Полонський район Хмельницька область. З 1996 мешкав у м. Славута. Старший солдат, механік-водій (БМП-2) мехбатальйону 93 ОМБр. Закінчив Грицівське ВПУ № 38, тракторист, працював за фахом у місцевому фермерському господарстві. Строкову службу проходив у 95 ОАеМБр. По тому працював на Славутському заводі «Будфарфор». Допомагав онкохворим дітям. З 02.08.2014 проходив службу за мобілізацією, 128 ОГПБр, кулеметник. Воював в районі Дебальцевого, зокрема, біля Санжарівки (за висоту 307,9 м). У травні 2016 підписав контракт з 93 ОМБр, брав участь в боях у Кримському, Новотроїцькому, біля Авдіївки, постійно подовжуючи контракт. Відзначений багатьма нагородами. 2019 брав участь в навчаннях Combined Resolve у Німеччині. Залишились мати, троє братів, дружина, донька і пасинок (учасник АТО). | 5 січня 2020            | Загинув о 21:05 поблизу с. Кримське (Новоайдарський район) від кулі снайпера, — дістав поранення у голову під час обстрілу з боку окупованого Жолобка. Похований у Славуті, на Новому кладовищі. |
| 4296     |                  | Насальський Руслан Леонідович                       | 10 серпня 1995, Фурманка Уманський район Черкаська область. Сержант, головний сержант розвідвзводу 109 ОГШБ 10 ОГШБр. Здобув будівельну спеціальність в Уманському ПТУ № 9. У 18 років підписав контракт на військову службу в 17 ОТБр, з якою пройшов бої за Іловайськ, де 13.08.2014 був тяжко поранений. З 2016 — в 109 ОГШБ. Залишились мати, сестра, дружина та троє маленьких дітей. | 5 січня 2020            | Загинув біля с. Павлопіль у Приазов'ї, обставини не уточнені. Похований в с. Фурманка. |
| 4297     |                  | Довженко Микола Валерійович                         | 26 липня 1996, Цибулівка Великомихайлівський район Одеська область. З 2004 мешкав в с. Іванівка (Білоцерківський район) Київська область. Старший солдат, старший стрілець 1-го відділення 2-го взводу 1-ї роти 1-го мехбатальйону 28 ОМБр. Закінчив Цебриківський професійний аграрний ліцей, тракторист-механік. Працював в Іванівці на ремонтних роботах. 26.05.2017 вступив на військову службу за контрактом. Спочатку був сапером-розвідником взводу інженерної розвідки групи інженерного забезпечення, у серпні 2019 перевівся до іншого підрозділу бригади. Мати померла у 2019, залишилися батько, брат, сестра, цивільна дружина та 5-місячна донька. | 10 січня 2020           | Загинув від тяжкого поранення внаслідок обстрілу зі стрілецької зброї, що розпочався 9 січня близько 23:00 в районі м. Красногорівка, — від отриманого кульового поранення о 1:15 помер в лікарні. Похований у Цибулівці. |
| 4298     |                  | Булик Олександр Михайлович                          | 12 жовтня 1972, Великі Мости Сокальський район Львівська область. Мешкав у м. Ізмаїл Одеська область. Начальник медичного пункту — лікар медичного пункту окремої бойової прикордонної комендатури «Волноваха» Донецького прикордонного загону ДПСУ. У 1996 закінчив Військово-медичну академію (Санкт-Петербург, РФ). До жовтня 2016 працював керівником Медико-санітарної частини ДПСУ м. Ізмаїл (Ізмаїльський госпіталь). По тому — начальником медичного пункту — лікарем Прикордонної комендатури швидкого реагування Ізмаїльського прикордонного загону. Останній рік проходив службу у м. Волноваха. Залишилися дружина та двоє синів. | 9 січня 2020 орієнтовно | Помер в районі проведення ООС в результаті захворювання серця. Похований 11.01.2020 в м. Великі Мости. |
| 4299     |                  | Караван Віталій Андрійович                          | 21 жовтня 1993, Корчик (Шепетівський район) Хмельницька область. Солдат, водій (БРДМ) мотопіхотного взводу 56 ОМПБр. З лютого 2018 проходив службу за контрактом, раніше воював у складі одного з добровольчих підрозділів біля с-ща Піски. Нагороджений нагрудним знаком Командувача ОС «Козацький хрест». Залишилась мати і старший брат, також учасник АТО/ООС. | 13 січня 2020           | Загинув вночі поблизу с-ща Піски (Ясинуватський район) внаслідок необережного поводження з боєприпасами, — близько 4:00 був виявлений мертвим у бліндажі. Похований в с. Корчик. |
| 4300     |                  | Кучкін Олексій Вікторович («Кучкіс»)                | 22 березня 1995, Первухинка Богодухівський район Харківська область. Мешкав у м. Кам'янське (смт Карнаухівка) Дніпропетровська область. Старший солдат, старший стрілець механізованого відділення мехбатальйону 92 ОМБр. Почав працювати ще у шкільні роки, коли помер батько. Працював на пилорамі та зварником. 31.05.2016 вступив на військову службу за контрактом. З 22.08.2016 проходив службу на посаді стрільця у 133-му окремому батальйоні охорони і обслуговування ОК «Схід», в/ч А3750. З 2019 — у 92-ій бригаді. Залишилися мати, брат, дружина (одружилися в грудні 2019) та її син. | 15 січня 2020           | Під час чергування на ВОП в промзоні м. Авдіївка після 15:00 дістав кульове поранення обличчя в результаті пострілу ворожого снайпера з напрямку с-ща Каштанове. Був діставлений до лікарні, але врятувати життя воїна не вдалося. Похований на Алеї Слави військового цвинтаря Соцміста у Кам'янському. |
| 4301     |                  | Хімічук Ігор Ігорович («Хіма»)                      | 7 червня 1990, Чуднів Житомирська область. Старший солдат, водій відділення забезпечення Чуднівського РВК, відряджений до 72 ОМБр. З початку 2015 до кінця 2016 проходив службу в 1-му батальйоні ім. Кульчицького НГУ. До 2018 проходив службу за контрактом у 81 ОАеМБр, з 2018 — в Чуднівському РВК. Залишились мати, дві сестри, дружина та маленький син. | 16 січня 2020           | Загинув о 14:03 поблизу с. Новозванівка Попаснянського району в результаті пострілу ворожого снайпера з напрямку окупованого смт Калинове. Похований в Чуднові. |
| 4302     |                  | Закусило Валерій Васильович («Морячок»)             | 27 жовтня 1987, Сігулда Латвія. Мешкав у с. Гуничі Овруцький район Житомирська область та м. Біла Церква Київська область. Старший солдат, номер обслуги кулеметного взводу роти вогневої підтримки 72 ОМБр. До 3-х років мешкав у латвійському місті Вангажі. Після розлучення батьків разом із батьком повернувся на його батьківщину у Гуничі. Закінчив Житомирський агротехнічний коледж. З 2015 проходив службу у 36 ОБрМП, у 2019 підписав контракт в 72 ОМБр. Залишилися батько, мати (проживає в Латвії), дві сестри (мешкають в Ірландії), дружина та дві доньки. | 18 січня 2020           | Загинув від кульового поранення у голову внаслідок ворожого обстрілу в Попаснянському районі (місце потребує уточнення: за повідомленням Овруцької РДА, — поблизу с. Новозванівка; у зведенні пресцентру ООС за добу повідомили про два обстріли с. Оріхове, зокрема, з 21:45, протягом понад півтори години, з гранатометів та стрілецької зброї з боку окупованого с. Березівське). Похований у Білій Церкві, на Алеї Слави кладовища «Сухий Яр». |
| 4303     |                  | Слободанюк Олександр Вікторович («Кеп», «Погранец») | 7 січня 1972, Неділкове Савранський район Одеська область. Мешканець м. Первомайськ (Миколаївська область). Молодший сержант, командир відділення — командир мотопіхотного взводу 72 ОМБр. З родини військових, яка приїхала з Владивостоку (РРФСР). Школу закінчив у Первомайську. Випускник Одеського інституту внутрішніх справ. З середини 1990-х працював в ОВС, був слідчим у м. Саврань та у м. Києві, загалом мав 20 років вислуги, офіцер. Також працював у сфері охорони громадського порядку та безпеки. На війні — від самого початку. Проходив службу в мобільній прикордонній заставі, 2015—2016 — у 80 ОДШБр, воював в Гранітному. Залишились батьки, сестра, двоє дітей та двоє онуків. | 19 січня 2020           | Загинув внаслідок ворожого обстрілу поблизу хутора Вільний (Золоте-4, що входить до складу м. Золоте), — був поранений під час обстрілу, а потім дістав смертельне поранення кулею снайпера. Похований у Первомайську. |
| 4304     |                  | Муха Василь Миколайович                             | 6 квітня 1988, Піски-Радьківські Борівський район Харківська область. Молодший сержант, командир відділення — командир бойової машини 2-го мотопіхотного відділення 2-го мотопіхотного взводу 2-ї мотопіхотної роти 37 ОМПБ «Запоріжжя» 56 ОМПБр. Виховувався батьком. Коли почалася війна, працював будівельником на півночі РФ. Повернувся в Україну й пішов добровольцем до військкомату, хоча раніше в армії не служив. Проходив службу за мобілізацією в 92 ОМБр. Був розвідником, воював біля Катеринівки, Мар'їнки. Опанував саперну справу. Двічі подовжував контракт, щоб залишатися на передовій, останній контракт підписав 19.01.2019. Залишився батько. | 20 січня 2020           | Загинув о 19:45 поблизу с-ща Опитне (Ясинуватський район). Військовий комісар Харківської області повідомив, що мол. сержант Муха відкрив вогонь з кулемету у відповідь на обстріл противника, в нього влучило три кулі, смертельного поранення завдала куля ворожого снапера. На сторінці батальйону зазначили, що Василь Муха трагічно загинув під час виконання бойового завдання. В Пресцентрі ООС повідомляли про бойову втрату: внаслідок ворожих обстрілів загинув один військовослужбовець, за добу зафіксовано 10 обстрілів, зокрема, біля Опитного — з ВКК та стрілецької зброї. Похований в с. Піски-Радьківські. |
| 4305     |                  | Сорочук Микола Васильович («Червоний»)              | 23 травня 1997, Чорниж Маневицький район Волинська область. З 2000 мешкав у с. Лище Луцького району. Старший солдат, командир гранатометного відділення взводу вогневої підтримки 1-ї роти 8 ОГШБ 10 ОГШБр. 2015 закінчив Луцьке ВПУ будівництва та архітектури, електрозварник. 22.12.2015 підписав трирічний контракт, проходив службу у взводі снайперів 8 ОГШБ, потім перевівся до взводу вогневої підтримки, працював з АГС. Брав участь у бойових діях поблизу Попасної, Новозванівки, Красногорівки, Мар'їнки, Новотроїцького. На війні втратив бойового товариша (Ростислав Доброшинський загинув 01.08.17 біля Новозванівки). Повернувшись з фронту у січні 2019, працював зварником на підприємстві холдингу «Модерн-Експо». Вступив на заочну форму навчання в Академію рекреаційних технологій і права, на факультет правознавства. 16.12.2019 вдруге уклав контракт на пів року. Залишилися мати, сестра і кохана Ярина Чорногуз (волонтер-медик «Госпітальєрів»). | 22 січня 2020           | Загинув удень від кулі снайпера на взводному опорному пункті на Маріупольському напрямку. В пресцентрі ООС повідомляли про 6 обстрілів за добу, зокрема, після 11:45, в районі смт Талаківка, під прикриттям щільного вогню з ВКК та стрілецької зброї ворог вів снайперські обстріли з напрямку окупованих Пікуз. Після прощання в Маріуполі похований на міському кладовищі Луцька в с. Гаразджа, на Алеї почесних поховань. |
| 4306     |                  | Ошурко Михайло Михайлович                           | 5 вересня 1998, Кутин Зарічненський район Рівненська область. Солдат, військовослужбовець 40 ОАБр. 10.10.2018 був призваний на строкову військову службу, після підготовки в НЦ «Десна» був направлений в артилерійську військову частину. Під час подальшої служби підписав контракт. Виконував завдання в районі м. Попасна, у другій лінії оборони. | 25 січня 2020           | Загинув в зоні ООС в Луганській області (обставини не уточнені). Похований в с. Кутин. |
| 4307     |                  | Щуренко Євген Валерійович                           | 27 січня 1978, Ліски (Кілійський район) Одеська область. Мешкав у м. Кілія. Солдат, старший механік-водій (БМП-2) 1-го механізованого відділення 2-го механізованого взводу 1-ї механізованої роти 1-го мехбатальйону 28 ОМБр. Працював водієм, трактористом, машиністом. Зокрема, працював у КП «Світло». З 22.08.2019 проходив військову службу за контрактом. Залишились мати, брат, сестра, дружина та дорослий син. | 26 січня 2020           | Загинув о 7:15 внаслідок обстрілу поблизу м. Красногорівка, — бойову машину обстріляли з СПГ-9 з боку окупованої Старомихайлівки, солдат Щуренко загинув на місці від уламкового поранення в голову, ще один боєць дістав поранення. Похований у Кілії. |
| 4308     |                  | Хоба Антон Володимирович («Капкан»)                 | 5 листопада 1992, Шостка Сумська область. Старший сержант, командир інженерно-саперного відділення — начальник інженерної служби 13 ОМПБ 58 ОМПБр. Член Шосткинського козацького товариства. 2010 закінчив Шосткинський профліцей № 10, апаратник технологічної продукції. Пів року попрацював розмелювачем деревини у ТОВ «Стандарт-2002», з 2012 по 2014 — пресувальником на заводі «Імпульс». 31.07.2014 підписав контракт, 91 ОПОЗ Інженерних військ, сапер. З 12.09.14 до 02.11.14 пройшов першу ротацію — в районі м. Дебальцеве. В грудні 2014 виїхав в район ДАП з групою добровольців полку, з 15 грудня виконував завдання безпосередньо в аеропорту. З 2016 до 04.08.2017 проходив службу в 53 ОМБр, 1-й мехбатальйон. Брав участь у бойових діях на Світлодарській дузі. Повернувшись з фронту, був активним учасником ГО «Братерство», брав участь в патріотичному вихованні молоді, в тому числі у патріотичному таборі «Лицар честі ім. Івана Євдокименка». 17.05.2018 повернувся на контрактну службу. Залишились батьки і брат. | 26 січня 2020           | Загинув удень від мінно-вибухової травми в результаті підриву на міні-пастці біля смт Північне (підпорядковане м. Торецьк), на Горлівському напрямку, ще один військовик дістав бойову травму. Похований на Алеї Слави на кладовищі Садового мікрорайону м. Шостка. |
| Лютий    |                  |                                                     | |                         | |
| 4309     |                  | Ситник Клавдія Володимирівна                        | 25 лютого 1986, Зачепилівка Харківська область. Сержант, старший бойовий медик механізованої роти 93 ОМБр. Закінчила Красноградський медичний коледж, була фельдшером за освітою, проходила практику на «швидкій допомозі». Працювала медсестрою в районній лікарні. 14.02.2017 підписала трирічний контракт на військову службу. Проходила службу в 54 ОМБр на посаді старшого бойового медика 1-ї самохідної артилерійської батареї 1-го самохідного артилерійського дивізіону бригадної артилерійської групи, виконувала завдання на Світлодарській дузі, в районі м. Золоте. У жовтні 2019 була переведена до 93-ї бригади. Залишились батьки, сестра та донька 2008 р.н. | 1 лютого 2020           | Загинула о 13:30 від кульового поранення в серце внаслідок обстрілу поблизу смт Новотошківське Попаснянського району, — під час доставки медикаментів на позиції потрапила під ворожий обстріл (попередньо, з АГС-17 та стрілецької зброї) та дістала множинні поранення. Похована в Зачепилівці. |
| 4310     |                  | Свінціцький Олександр Миколайович                   | 1983, Баранівка Житомирська область. Старший солдат, військовослужбовець 72 ОМБр. З 2015 проходив службу за мобілізацією. У подальшому двічі укладав контракт, останній — влітку 2019. Батько помер, залишилися мати, сестра, дружина та донька. | 3 лютого 2020           | Загинув під час несення служби в районі м. Золоте, від вогнепального наскрізного кульового поранення голови, за попередніми даними, внаслідок необережного поводження зі зброєю. Похований у Баранівці. |
| 4311     |                  | Надолько Ігор Михайлович («Фаш»)                    | 1 травня 1968, 51 рік, Маріуполь Донецька область. Парамедик волонтерського медичного підрозділу «Ангели Тайри», інструктор з тактичної медицини. Юрист за освітою. З 1988 по 1993 працював у Приморському відділі міліції, патрульний, слідчий. З 1996 по 2004 займався адвокатською практикою. Відомий тим, що на початку 2000-х був адвокатом у резонансній справі серійного вбивці екс-міліціонера Довженка. Волонтер «Самооборони Маріуполя». Шість років не залишав передову, переніс чотири контузії, першу — 24.01.2015, під час обстрілу житлового кварталу Маріуполя з російських «Градів». Проходив службу в 129 ОРБ та 131 ОРБ, з 2015 до квітня 2017 — у 18 ОМПБ «Одеса» 28 ОМБр, зокрема, тримав оборону Станиці Луганської. Крайні два роки проходив службу в медично-евакуаційному підрозділі «Ангели Тайри» в районі Маріуполя, Широкиного, надав першу допомогу та врятував життя близько 400 військовим та цивільним. Залишився 14-річний син. | 7 лютого 2020           | Помер в районі проведення ООС в результаті зупинки серця. Похований в Маріуполі, на Алеї Героїв Старокримського кладовища. |
| 4312     |                  | Хітайлов Максим Євгенійович («Хітмен»)              | 7 жовтня 1997, Велика Знам'янка Кам'янсько-Дніпровський район Запорізька область. З 2005 мешкав у с. Вирішальне (Лохвицький район) Полтавська область. Солдат, гранатометник 1-ї роти мотопіхотного батальйону 72 ОМБр. Займався спортом. У 2013 став переможцем конкурсу Міносвіти «Кришталева сова». У 2017 закінчив Миргородський художньо-промисловий коледж за спеціальністю «Виготовлення тугоплавких неметалевих і силікатних матеріалів і виробів» та продовжив навчання на будівельному факультеті НУ «Полтавська політехніка» за спеціальністю «Будівництво та цивільна інженерія». У квітні 2019 вступив на військову службу за контрактом, пройшов навчання в НЦ «Десна». Залишились мати, батько і брат. | 18 лютого 2020          | Загинув у бою на спостережному пункті «Баня» поблизу Хутора Вільний (Золоте-4, що входить до складу м. Золоте), — навпроти окупованого Голубівського. Прикриваючи побратимів вогнем з кулемету був вбитий кулею снайпера у голову. Внаслідок обстрілів та боїв ще троє військовослужбовців дістали поранення, двоє — контузії. Близько 5:00 ворог розпочав масований обстріл з артилерії, мінометів та озброєння танків по позиціях в районі Новотошківське — Оріхове — Хутір Вільний, та під вогневим прикриттям здійснив спробу захопити спостережні пункти. Атаку штурмових груп було відбито, зав'язався бій, в основному, на посту «Баня». Довелось вивести українських захисників з позиції, щоб вдарити по ній вогнем у відповідь. Тіло загиблого українського воїна було вивезене на окуповану територію, вранці 20 лютого передане українській стороні біля м. Щастя. Після прощання в Полтаві похований у Вирішальному. |
| 4313     |                  | Шпачук Борис Миколайович                            | 2 травня 1967, проживав у м. Луцьк Волинська область. Полковник, кадровий офіцер ЗСУ (підрозділ не уточнено, ймовірно, 128 ОГШБр, заступник командира дивізіону з тилу). Залишилися дружина та донька. | 18 лютого 2020          | Помер внаслідок обриву тромбу під час виконання бойових завдань у Волноваському районі, — раптово стало погано на позиції. Похований на Алеї почесних поховань міського кладовища Луцька в с. Гаразджа. |
| 4314     |                  | Романов Вадим Андрійович                            | 20 березня 1989, Ковалівка (Немирівський район) Вінницька область. Командир відділення 59 ОМПБр. Залишилися мати і цивільна дружина. | 20 лютого 2020          | Загинув від кульового поранення в районі проведення ООС (обставини не уточнені). Похований у Ковалівці. |
| 4315     |                  | Тараскін Олександр Володимирович                    | 24 жовтня 1983, Краматорськ Донецька область. Проживав у м. Костянтинівка. Старший лейтенант поліції, дільничий офіцер поліції Костянтинівського відділення поліції Бахмутського ВП ГУНП в Донецькій області. В органах внутрішніх справ — з 2011, працював на посаді дільничного інспектора. Залишились батьки, дружина. | 22 лютого 2020          | Помер о 00:40 за місцем проживання у м. Костянтинівка в результаті раптової зупинки серця. |
| 4316     |                  | Гринь Дмитро Володимирович                          | 15 липня 1992, Шостка Сумська область. Солдат, старший водій мотопіхотного відділення 13 ОМПБ 58 ОМПБр. Захоплювався карате, футболом, малюванням. Закінчив ВПУ-19 м. Шостка, працював будівельником. У вересні 2014 був призваний на військову службу в ЗСУ. З січня 2019 проходив службу за контрактом. Залишились батьки, сестра і брат. | 26 лютого 2020          | Загинув внаслідок підриву вранці на невстановленому вибуховому пристрої під час виконання бойових завдань поблизу Майорська (житловий масив у Микитівському районі окупованого м. Горлівка, з 2016 включений до Бахмутського району як частина смт Зайцеве), — дістав множинні осколкові поранення, від яких помер в лікарні. Похований у Шостці. |
| 4317     |                  | Федченко Володимир Миколайович («Фед»)              | 5 травня 1973, Нещеретове Білокуракинський район Луганська область. Молодший сержант, головний сержант взводу 93 ОМБр. Закінчив ПТУ, здобув спеціальність тракториста-машиніста, працював спершу в колгоспі, а з 2003 вісім років — у дитсадку, де виконував всі господарчі роботи: був слюсарем, ремонтником, кочегаром, теслею. По тому працював у ремонтно-будівельній бригаді. В 93 ОМБр — з грудня 2016, обороняв Старогнатовку та Авдіївку. Залишилась дружина та четверо дітей: донька і троє синів. | 27 лютого 2020          | Загинув близько 16:40 поблизу смт Новотошківське від кулі ворожого снайпера, який діяв під прикриттям обстрілу з ВКК та стрілецької зброї, — надавав допомогу пораненому побратиму, в цей момент снайпер влучив йому у голову. Похований в с. Нещеретове. |
| Березень |                  |                                                     | |                         | |
| 4318     |                  | Гавриляк Ігор Васильович                            | 1 вересня 1986, Львів. Військовослужбовець 1-го механізованого батальйону 72 ОМБр. Проходив службу за контрактом - з 2016 року. Залишилися батьки. | 1 березня 2020          | Загинув близько 6:00 на позиції біля с. Катеринівка (Попаснянський район), обставини не уточнені. Похований на Личаківському цвинтарі Львова, на Полі почесних поховань № 76. |
| 4319     |                  | Руських Сергій Миколайович                          | 31 січня 1979, Маріуполь. Молодший сержант, військовослужбовець 46 ОДШБр. Працював на меткомбінаті «Азовсталь». По тому — в ДП «Маріупольський морський торговельний порт», механік перевантажувальних машин (начальник зміни). Очолював профспілку. Займався єдиноборствами. З 2018 проходив військову службу за контрактом. Залишилися мати, дружина та маленька дитина. | 1 березня 2020          | Загинув о 14:00 поблизу с. Нижньотепле Станично-Луганського району, внаслідок влучення протитанкової керованої ракети у кабіну військового автомобіля КрАЗ, що підвозив продукти на позиції (на відстані 3,5 км від лінії зіткнення). Ще двоє військовослужбовців дістали поранення та двоє — бойове ураження. Похований на Алеї Слави Старокримського кладовища Маріуполя. |
| 4320     |                  | Черненко Володимир Вікторович                       | 28 січня 1995, Мамекине Новгород-Сіверський район Чернігівська область. Старший сержант, головний сержант 1-го механізованого взводу 1-ї механізованої роти 13 ОМПБ 58 ОМПБр. З багатодітної родини, де було шестеро дітей. Був призваний на строкову службу 15.05.2015, з 01.03.2017 проходив службу за контрактом. Батьки померли, залишились двоє братів та сестри. | 3 березня 2020          | Загинув близько 17:40 під час обстрілу. На даний час існує дві версії загибелі: перша — мінометний обстріл, друга — постріл снайпера. Згідно повідомлення пресцентру ООС станом на 18:00, внаслідок ворожих обстрілів один військовослужбовець Об'єднаних сил загинув, ще чотири захисники отримали поранення. Зафіксовано 7 обстрілів, зокрема після 12:00 — біля смт Зайцеве на Горлівському напрямку, з підствольного гараномету. Похований в с. Мамекине. |
| 4321     |                  | Осичкін Дмитро Валерійович                          | 20 квітня 1993, Новогригорівка (Генічеський район) Херсонська область. Старший солдат, військовослужбовець 34 ОМПБ 57 ОМПБр. Залишились батьки. | 5 березня 2020          | Загинув близько 23:00 на позиції поблизу с-ща Піски (Ясинуватський район) від мінно-вибухової травми внаслідок підриву на невстановленому вибуховому пристрої (ймовірно, граната Ф-1 з «розтяжкою»). Проводиться службове розслідування, версії про самогубство і необережне поводження не підтвердились. Пресофіцер 57 ОМПБр: «Це була втрата бойова, але не під час обстрілу». Похований в Новогригорівці. |
| 4322     |                  | Фірсов Дмитро Борисович («Фірс»)                    | 5 січня 1980, Грузинська РСР. З дитинства мешкав у м. Донецьку. Лейтенант, командир взводу механізованого батальйону 93 ОМБр. З родини військовослужбовців. Народився в Грузії, виріс і жив до війни у Донецьку. Мав вищу освіту. З перших місяців війни пішов добровольцем на фронт у складі батальйону «Донбас», брав участь в евакуації побратимів з «Іловайського котла». З кінця жовтня 2014 проходив службу в 93-ій бригаді, 6-та рота. Пройшов бої за Донецький аеропорт, за опорний пункт «Мурашник» (висота 93-17 біля злітної смуги ДАП, звідти Дмитро показував побратимам свій будинок у Донецьку), бої за Бахмутку, в районі Новотроїцького, Новоселівки Другої. Влітку 2015 під час боїв за Невельське зазнав контузії в результаті підриву БМП, у листопаді 2015 був поранений під час проведення розвідки біля смт Старомихайлівка (тоді загинув ст. сержант Андрій Фігурний). Нагороджений медаллю «Захиснику Вітчизни», нагрудним знаком «За взірцевість у військовій службі» ІІІ ст. та ін. Брав участь у міжнародних навчаннях ORBITAL та Combined Resolve (у Німеччині). Залишилися дружина і син. Через війну родина виїхала з Донецька, з 2019 мешкає у м. Вінниця. | 6 березня 2020          | Загинув від важких поранень внаслідок підриву БМП на невідомому вибуховому пристрої під час виконання бойового завдання поблизу с. Кримське (Новоайдарський район), ще троє захисників зазнали мінно-вибухових травм. Похований у Вінниці, на Алеї слави міського кладовища. |
| 4323     |                  | Черних Євген Сергійович                             | 9 січня 1991, Райське (Новокаховська ОТГ) Херсонська область. Солдат 57 ОМПБр. Брав участь в АТО з 2014, 28 ОМБр, боронив Мар'їнку. Після звільнення зі Збройних Сил до кінця 2019 працював у Новокаховському КП «Муніціпальна охорона». У січні 2020 вступив на військову службу за контрактом і вдруге вирушив на фронт. Залишились батьки. | 8 березня 2020          | Загинув в результаті смертельних поранень, отриманих під час обстрілу вантажівки з ПТРК поблизу с. Опитне (Ясинуватський район). Ще двоє захисників дістали поранення та один — бойове ураження. Похований в с-щі Райське. |
| 4324     |                  | Петренко Богдан Олександрович                       | 3 січня 1997, Кощіївка Фастівський район Київська область. Старший солдат, старший навідник гранатометного взводу 72 ОМБр. Залишились батьки, сестра та трирічний син. | 10 березня 2020         | Помер від поранень у ВМКЦ Північного регіону (Харків), куди був доставлений 4 березня з села Оріхове (Попаснянський район) з важким пораненням голови внаслідок обстрілу, після операції перебував у комі. Похований у м. Фастів, на Алеї Слави Інтернаціонального кладовища. |
| 4325     |                  | Солтис Віктор Миколайович («АК»)                    | 2 жовтня 1986, Володимирівка (Петрівський район) Кіровоградська область. Молодший сержант, командир бойової машини — командир розвідувального відділення 131 ОРБ. Закінчив Жовтоводське профтехучилище за фахом маляра-штукатура. 2017 вступив на військову службу за контрактом, черговий контракт підписав 01.07.2018. Залишились мати, сестра, дружина та двоє дітей (8 і 1 рік). | 10 березня 2020         | Загинув близько 9:30 від поранень внаслідок обстрілу вантажівки ГАЗ-66 з ПТРК поблизу с-ща Піски (Ясинуватський район). Похований в с. Володимирівка. У пресцентрі ООС повідомили, що один військовослужбовець загинув на місці, ще один згодом помер від поранень, 8 бійців дістали поранення. |
| 4326     |                  | Ведешин Андрій Олександрович («Бармен»)             | 4 лютого 1986, Кинашів Тульчинський район Вінницька область. Молодший сержант, військовослужбовець 131 ОРБ. Закінчив Національну юридичну академію у Харкові. Працював дільничним інспектором поліції в рідному селі. У травні 2017 вступив на військову службу за контрактом. Залишились мати, старший брат, дружина та донька 2012 р.н. | 10 березня 2020         | Помер близько 9:30 у гелікоптері, під час медичної евакуації, від поранень внаслідок обстрілу вантажівки ГАЗ-66 з ПТРК поблизу с-ща Піски (Ясинуватський район). Похований в с. Кинашів. Пресцентр ООС: «За уточненими даними, внаслідок влучання протитанкової керованої ракети один український захисник загинув на місці. Згодом ще один військовослужбовець помер від отриманих поранень. Сім військових зазнали поранення різного ступеня важкості, ще одного захисника госпіталізовано з бойовим травмуванням». |
| 4327     |                  | Пережогін Ілля Миколайович («Князь»)                | 13 листопада 1993, Молдова. Мешкав в с. Орлівка (Ренійський район) Одеська область. Молодший сержант, військовослужбовець 131 ОРБ. З 9 років мешкав на Одещині, — бабуся Іллі оформила опіку над ним та його двома сестрами. Працював у м. Білгород-Дністровський. У 2017—2018 проходив службу в 56 ОМПБр та 28 ОМБр, брав участь у бойових діях, з 2019 — в 131 ОРБ. | 10 березня 2020         | Загинув близько 19:40 від кулі ворожого снайпера поблизу с-ща Піски (Ясинуватський район). Похований в с. Орлівка. |
| 4328     |                  | Бортнік Дмитро Анатолійович                         | 29 квітня 1995, Галіївка Чуднівський район Житомирська область (за іншими даними, уродженець м. Чуднів). Старший лейтенант, заступник начальника штабу мехбатальйону 30 ОМБр. У 2016 закінчив НАСВ ім. П. Сагайдачного. З того ж року проходив службу в 30-ій бригаді на посадах командира взводу, роти, заступника начштабу батальйону. Брав участь у бойових діях. Залишились батьки, брат і дружина. | 14 березня 2020         | Загинув внаслідок ДТП у Лисичанську, під час висування на місце виконання бойових завдань. Похований в с. Галіївка. |
| 4329     |                  | Стельмах Валерій Миколайович («Близнюк»)            | 23 травня 1997, Мукачево Закарпатська область. З дитинства мешкав у м. Маріуполь Донецька область. Навідник гармати гаубичного артилерійського дивізіону ОЗСпП «Азов» НГУ. В «Азові» — з січня 2020, до цього проходив службу в 54 ОМБр. Залишилися мати та молодша сестра. | 16 березня 2020         | Помер у м. Маріуполь в результаті зупинки серця. |
| 4330     |                  | Золін Олексій Сергійович                            | 11 липня 1984, Житомир. Сержант, старший стрілець мотопіхотної роти мотопіхотного батальйону 30 ОМБр. З родини військового. Закінчив технологічний коледж. У 2002—2004 проходив строкову службу в 95 ОАеМБр. З 31.01.2015 до 2017 проходив службу за мобілізацією, 13 ОАеМБ 95-ї бригади. На початку 2018 підписав контракт на військову службу у тій же бригаді, з листопада 2018 проходив службу в 30 ОМБр. Залишились батьки, сестра і 3-річна донька. Батько — підполковник запасу, учасник АТО. | 19 березня 2020         | Загинув близько 19:30 під час бойового чергування на ВОП біля с. Новоолександрівка (Попаснянський район), від кульового поранення в голову внаслідок снайперського обстрілу. Похований на Смолянському військовому кладовищі Житомира. |
| 4331     |                  | Мовчанюк Володимир Сергійович                       | 11 вересня 1983, Андрушівка (Погребищенський район) Вінницька область. Сержант, командир гранатометного відділення протитанкового взводу роти вогневої підтримки 17 ОМПБ 57 ОМПБр. Після строкової служби працював на різних роботах. 02.02.2015 був призваний за мобілізацією, по тому підписав контракт, який двічі продовжував. Проходив службу в 57-ій бригаді на посадах старшого навідника мінометного взводу, командира кулеметного відділення мотопіхотного батальйону, з серпня 2018 — командира гранатометного відділення. Неодружений, залишились батьки і брат — учасник АТО. | 30 березня 2020         | Загинув від кулі снайпера на спостережному пункті на околиці с-ща Невельське Ясинуватського району, за повідомленням Вінницької ОДА — поблизу с. Первомайське (Ясинуватський район). Похований в с. Андрушівка. |
| 4332     |                  | Маланчук Олександр Васильович                       | 26 вересня 1998, Чернівці. Лейтенант, командир 3-го гірсько-штурмового взводу 1-ї гірсько-штурмової роти 8 ОГШБ 10 ОГШБр. Виріс в родині кадрового військовослужбовця. Займався спортом, вихованець футбольної школи «Буковина». У 2019 закінчив НАСВ ім. Петра Сагайдачного за спеціалізацією «Управління діями механізованих підрозділів». 18.07.2019 вступив на військову службу за контрактом. Залишились батьки. Батько — полковник, до 2019 — перший заступник військового комісара Чернівецького ОВК. | 31 березня 2020         | Загинув близько 23:00 від вогнепального поранення голови під час бойових дій поблизу с. Гнутове на Маріупольському напрямку, — помер під час реанімаційних заходів у шпиталі. Похований на Алеї Слави Центрального кладовища Чернівців. |
| Квітень  |                  |                                                     | |                         | |
| 4333     |                  | Холошин Олександр Олексійович                       | 11 червня 1977, Богодухів Харківська область. Солдат, навідник ракетно-зенітного артилерійського відділення 122 ОАеМБ 81 ОАеМБр. | 5 квітня 2020           | Згідно повідомлення Богодухівської РДА, загинув/помер в районі проведення ООС (обставини смерті не повідомляються). |
| 4334     |                  | Україна                                             | 1977. Військовослужбовець ЗС України (підрозділ не уточнено). | 7 квітня 2020           | За попередньою інформацією, у вечірній час на території військової частини, що дислокується в смт Новотроїцьке (Волноваський район), військовослужбовець здійснив самогубство пострілом в голову зі службового автомата АКМ-74. |
| 4335     |                  | Купріков Олексій Миколайович («Лєший»)              | 13 січня 1971, ст. Безрічна Оловяннінський район Читинська область РРФСР. Мешкав в смт Черкаське (Новомосковський район) Дніпропетровська область. Солдат, механік-водій (БМП) 3-го мехбатальйону 93 ОМБр. Мав середьно-технічну освіту. Після смерті на війні кращого друга вирішив йти на фронт. В бригаді — з листопада 2018. Проходив службу на посаді стрільця-помічника гранатометника, по тому, після навчання у навчальному центрі, став механіком-водієм. Воював біля Авдіївки, Новоселівки Другої, на околицях Кримського. Залишилися мати, сестра (також військовослужбовець 93 ОМБр), цивільна дружина та 19-річний син. | 9 квітня 2020           | Загинув внаслідок обстрілу позицій поблизу с. Кримське (Новоайдарський район), від множинних осколкових поранень під час бою. Похований в с. Вільне (Новомосковський район). |
| 4336     |                  | Скакуненко Леонід Леонідович («Барон»)              | 22 квітня 1987, Лихівка П'ятихатський район Дніпропетровська область. Солдат, навідник механізованого батальйону 93 ОМБр. У 2014 був призваний за мобілізацією до НГУ. В подальшому уклав контракт зі Збройними силами, з вересня 2017 воював у складі 93-ї бригади вже третю ротацію. Брав участь у бойових діях поблизу Новотроїцького, Новоселівки Другої, на околицях Кримського. Залишилися сестра, дружина та син від першого шлюбу. | 12 квітня 2020          | Загинув уранці від поранень під час бойового чергування поблизу с. Кримське (Новоайдарський район), неподалік окупованого с. Жолобок, внаслідок ворожого обстрілу з РПГ. Похований в с. Лихівка. |
| 4337     |                  | Лазаревич Олексій Миколайович                       | 26 березня 1965, 55 років, Глухів Сумська область. Прапорщик, технік 1-ї мінометної батареї 16 ОМПБ 58 ОМПБр. Навчався у Калинівському технікумі сільського господарства. До ЗС України призваний у 2018. | 13 квітня 2020          | Помер в результаті гострої серцевої недостатності в районі проведення ООС, — проходив службу в смт Новгородське на Горлівському напрямку. Похований у Глухові на Усівському кладовищі. |
| 4338     |                  | Вівчаренко Ігор Вікторович                          | 23 вересня 1996, Коробчине (Новомиргородський район) Кіровоградська область. Мешкав у м. Кропивницький. Старший солдат, оператор групи спецпризначення 3 ОПСпП. З багатодітної родини. Випускник ЦДПУ імені В. Винниченка (2017, факультет фізичного виховання, бакалавр). 01.04.2019 вступив на військову службу за контрактом. Залишились батьки, четверо братів і сестра. Нагороджений орденом «За мужність» III ст. (посмертно). | 14 квітня 2020          | Загинув близько 11:40 на полігоні у Донецькій області, внаслідок вибуху міни в каналі міномета 82-мм калібру під час проведення планових занять з вогневої підготовки, ще вісім військовослужбовців зазнали тілесних ушкоджень різного ступеню тяжкості. Похований на Алеї Слави Рівнянського кладовища у Кропивницькому. |
| 4339     |                  | Шинкарук Андрій Володимирович                       | 16 липня 1991, Любомль Волинська область. Лейтенант, командир механізованого взводу 28 ОМБр. З багатодітної родини. Навчався в НТУ. На фронт пішов у першу хвилю мобілізації, протягом 2014—2015 брав участь в АТО, 1 ОМПБ «Волинь». Воював в районі м. Дебальцеве. У 2019 здобув військову освіту в НАСВ ім. Петра Сагайдачного, спеціалізація «Управління діями підрозділів механізованих військ». У червні 2019 був призначений на посаду комвзводу 28-ї бригади. Неодружений. Залишились мати і чотири сестри. | 20 квітня 2020          | Загинув близько 16:30 від множинних осколкових поранень внаслідок ворожого обстрілу з СПГ-9 поблизу м. Мар'їнка, — граната розірвалась поряд з офіцером, коли він перевіряв позиції. Похований в Любомлі. |
| 4340     |                  | Альошин Андрій Олександрович                        | 28 березня 1987, Славське Сколівський район Львівська область. Військовослужбовець 128 ОГШБр. У червні 2017 підписав трирічний контракт на військову службу. Залишилися батьки та дружина. | 23 квітня 2020          | За інформацією пресслужби Львівської ОДА, загинув в районі проведення ООС (небойова втрата, обставини не уточнені). Похований в смт Славське. За інформацією UNN, з посиланням власні джерела, поблизу с. Богданівка (Волноваський район) військовослужбовець ЗСУ під час конфлікту випустив чергу з автомата АКС-74 у бік співслужбовців. В результаті один з військових від отриманих поранень помер, ще двох було госпіталізовано. Військовослужбовець, який вчинив стрілянину, затриманий. |
| 4341     |                  | Лісін Олексій Васильович                            | 30 березня 1990, Гірке Гуляйпільський район Запорізька область. Мешкав у м. Дніпро. Солдат, водій кулеметного взводу (відряджений до механізованого взводу) 93 ОМБр. Працював водієм-далекобійником. З 2019 проходив службу за контрактом у 93-ій бригаді, боронив Авдіївку. Батьки загинули у пожежі, залишилися сестра, брат, 12-річна донька та наречена. | 28 квітня 2020          | Загинув увечері на бойовому посту від уламкового поранення шиї внаслідок артилерійського обстрілу, — противник відкрив вогонь з артилерії калібру 152 мм з боку окупованого Первомайська, два снаряди розірвалися неподалік ділянки розведення сил та засобів № 2 «Золоте». Похований в с. Гірке, поряд із батьками. |
| Травень  |                  |                                                     | |                         | |
| 4342     |                  | Нікішина (Остапенко) Ольга Василівна («Холєра»)     | 7 лютого 1972, 48 років, Полтава. Мешкала у м. Харків. Офіцер, заступник командира роти 3-го батальйону 17 ОТБр. Закінчила ЦДПУ та ХНУМГ. Працювала в «Полтаваобленерго» на керівній посаді. З початком війни зайнялась волонтерством, співпрацювала з полтавським осередком «Правого сектору», 17-м запасним батальйоном ДУК (позивний «Кіпіш»), їздила на фронт. У 2016 підписала контракт із ЗСУ, 16 ОМПБ «Полтава» 58 ОМПБр, 1-ша «Авдіївська» рота, заступник командира роти з морально-психологічного забезпечення. Наполягла на відправленні на передову, з липня 2016 виконувала завдання в районі Авдіївки, по тому — біля Кримського. З 2018 проходила службу в 17-ій бригаді. Залишились батьки, чоловік — учасник АТО, донька. | 10 травня 2020          | Померла о 18:00 в зоні ООС, — зупинилось серце (за іншими даними, внаслідок інсульту). Похована у Полтаві, на Алеї Героїв міського кладовища. |
| 4343     |                  | Карпика Олександр Віталійович                       | 25 березня 1996, Старобільськ Луганська область. З дитинства мешкав в с. Буди (Тростянецький район) Вінницька область. Старший солдат, хімік відділення радіаційного, хімічного, біологічного захисту взводу РХБЗ роти РХБЗ батальйону РХБЗ 12 ОПОЗ. З багатодітної родини, був старшим з чотирьох дітей. У 2015 закінчив Немирівський профліцей за фахом електрогазозварника. Працював на м'ясокомбінаті. 30.03.2016 вступив на військову службу за контрактом. Неодружений, залишилися мати, вітчим, два брати, сестра і донька. | 13 травня 2020          | Загинув від кулі снайпера, — близько 17:00, під час виконання завдання з інженерного обладнання ВОП в зоні відповідальності 30 ОМБр, поблизу с. Катеринівка (Попаснянський район), дістав вогнепальне кульове наскрізне проникаюче поранення у живіт, втратив багато крові, помер у лікарні Старобільська після тригодинної операції. Похований в с. Буди. |
| 4344     |                  | Супріган Андрій Валерійович                         | 2 вересня 1990, Львів. Майор, заступник командира 47-го (?) окремого загону спецпризначення. Випускник Ліцею імені Героїв Крут (2008) та НАСВ ім. Сагайдачного (2012, спеціальність «Управління діями підрозділів військової розвідки та спеціального призначення»). Від початку війни виконував завдання в зоні АТО/ООС, — Кутейникове, Верхньоторецьке, Кряківка, Гранітне, Степанівка, Водяне, Широкине, Дебальцеве, а також за лінією розмежування, на ворожій території. Проходив службу в 54 ОРБ на посаді заступника командира батальйону. Повний кавалер Орденів Богдана Хмельницького I, II та III ступенів (посмертно). Залишились батьки, сестра і дружина. Батько — полковник, начальник курсів НАСВ ім. Сагайдачного. | 13 травня 2020          | Загинув у ході планових навчань поблизу м. Краматорська, під час виконання навчально-бойового завдання з десантування на воду з невеликої висоти. Похований на Личаківському цвинтарі Львова. |
| 4345     |                  | Кузьменко Дмитро Павлович («Кузя»)                  | 28 березня 1991, Райки (Бердичівський район) Житомирська область. Сержант, військовослужбовець 47-го (?) окремого загону спецпризначення. У 2013 закінчив НЮУ ім. Ярослава Мудрого, факультет підготовки кадрів для Державної пенітенціарної служби України. Якийсь час працював у виправній колонії, згодом вступив на військову службу за контрактом. За даними ЗМІ, проходив службу в одній з військових частин, що дислокована в м. Бердичів, а також у 54 ОРБ. Залишилися батьки і сестра. | 13 травня 2020          | Загинув у ході планових навчань поблизу м. Краматорська, під час виконання навчально-бойового завдання з десантування на воду з невеликої висоти. Похований в с. Райки. |
| 4346     |                  | Губанов Сергій Леонідович («Сєдой»)                 | 21 червня 1975, Стаханов Луганська область (нині — Кадіївка, тимчасово окупована територія України). Мешкав у Сєвєродонецьку. Полковник поліції, командир БПСПОП «Луганськ-1» ГУНП в Луганській області. Проходив строкову службу в 95 ОАеМБр. Випускник Донецького інституту ВС (1999) та НАВС (2004). З 1995 пройшов шлях від оперативника карного розшуку Стахановського міського відділу міліції до начальника Луганського міського управління, на початок 2014 — начальник Ленінського райвідділу міліції м. Луганська. Був захоплений бойовиками разом з іншими офіцерами міліції. Після визволення з полону став на захист рідної Луганщини, звільняв Лисичанськ, Рубіжне, Сєвєродонецьк. На посаді комбата — з 06.11.2015. Нагороджений орденом Богдана Хмельницького та багатьма іншими відзнаками. Залишились батьки і дружина. Герой України (посмертно). | 20 травня 2020          | Приблизно о 21:30, в ході виконання завдання командування штабу ООС з патрулювання території в районі селища Трьохізбенка Новоайдарського району, група поліцейських підірвалася на невідомому вибуховому пристрої. Комбат помер дорогою до лікарні під час надання медичної допомоги, ще троє бійців дістали тяжкі поранення. Похований на міському кладовищі Сєвєродонецька біля смт Воронове. |
| 4347     |                  | Сафонов Євген Миколайович («Сафон»)                 | 25 листопада 1988, Павлоград Дніпропетровська область. Солдат, номер обслуги протитанкового артилерійського взводу протитанкової артилерійської батареї протитанкового артилерійського дивізіону 93 ОМБр. У 2007 закінчив Західно-Донбаський професійний ліцей за фахом електрогазозварника. Працював на павлоградських підприємствах, останнім часом — на шахті «Тернівська». З 2014 по 2015 воював у складі добровольчого батальйону «Айдар». З 30.01.2019 проходив службу за контрактом у 93 ОМБр, виконував завдання в районі Авдіївки, потім — на Луганському напрямку. Залишилась мати, брат, дружина та 2-річний син. | 21 травня 2020          | Загинув о 4-й годині ранку поблизу с. Кримське (Новоайдарський район) внаслідок влучання міни 120-мм калібру у військову вантажівку Урал-375, ще п'ять військовослужбовців дістали уламкові поранення та контузії. Похований у Павлограді. |
| 4348     |                  | Лімборський Віталій Миколайович                     | 20 березня 1996, Суботці Знам'янський район Кіровоградська область. Мешкав у с. Костянтинівка (Знам'янський район). Молодший сержант, командир 2-го відділення зенітного взводу 3-го мехбатальйону 28 ОМБр. Закінчив Знам'янське ПТУ № 12, де здобув фах залізничника. Зі шкільних років активно займався спортом, брав участь у районних змаганнях з футболу та волейболу, згодом як тренер навчав футбольної майстерності дітей. 28.11.2017 був призваний на військову службу, 363-й окремий батальйон охорони і обслуговування (в/ч А1785, м. Одеса), підписав контракт, після сержантських курсів призначений командиром 3-го відділення охорони 2-го взводу охорони. 14.08.2019 був відряджений до 28 ОМБр в зону ООС. Залишились батьки і молодший брат. | 26 травня 2020          | Загинув близько 19:45 під час бойового чергування в районі м. Мар'їнка внаслідок обстрілу, від кульового поранення у голову. Похований на центральному кладовищі с. Суботці. |
| 4349     |                  | Межаков Юрій Володимирович                          | 4 березня 1982, Шпола Черкаська область. Мешкав в смт Гончарівське Чернігівська область. Полковник (посмертно), командир 1 ОТБр. У 2004 закінчив Військовий інститут танкових військ. Починав військову службу в 72 ОМБр. У 2014—2017 проходив службу на посаді начальника штабу 28 ОМБр. З 2018 — в 1 ОТБр, у січні 2019 був призначений командиром бригади. Залишилися батьки, брат, дружина та двоє дітей, — донька і син (10 і 12 років). | 28 травня 2020          | Раптово помер в селищі Спірному на Донеччині в результаті відриву тромбу та зупинки серця. Після прощання у Краматорську, похований в м. Шполі на Черкащині. |
| Червень  |                  |                                                     | |                         | |
| 4350     |                  | Бут Дмитро Ігорович                                 | 30 вересня 1982, Івано-Франківськ. Молодший лейтенант, військовий лікар (підрозділ не уточнено). Грав на гітарі в складі рок-гуртів «Фляшка Нізвідки», «Листопад», «Brandy Rock's» та «Ніоплан». Онук Івана Чорного, колишнього директора локомотиво-ремонтного заводу. У 2005 закінчив з відзнакою ІФДМА. Керував медичним центром «Санате». У березні 2020 вступив на військову службу за контрактом. Залишились дружина та 5-річний син. | 11 червня 2020          | Згідно повідомлення міського голови Івано-Франківська Р. Марцінківа, загинув на фронті російсько-української війни (обставини загибелі/смерті не повідомляються). Похований на Алеї Слави міського кладовища Івано-Франківська в с. Чукалівка. |
| 4351     |                  | Добрянський Леонід Цезарович («Старий»)             | 31 липня 1974, Зарудинці (Ружинський район) Житомирська область. З 1992 мешкав у м. Київ (район Оболонь). Прапорщик, командир відділення взводу управління розвідроти 30 ОМБр. З 1992 проходив строкову військову службу в Нацгвардії, у 1994 закінчив школу прапорщиків, служив до 1999. Працював у Державній службі охорони, в пожежній частині, на склозаводі, з січня 2010 — на ДП «Антонов» плавильником металу та сплавів 4 розряду. У 2013 закінчив авіаційний технікум, спеціальність «Виробництво авіаційних літальних апаратів», технік-технолог. Одним із перших пішов на фронт, з 28.03.2014 по 2015 воював у складі 72 ОМБр, в батальйонній розвідці. Влітку 2014, під час боїв у Червонопартизанську, що на Луганщині, дістав контузію. З осені 2015 проходив службу в 30 ОМБр. Виконував завдання у багатьох «гарячих» точках: Маріуполь, Бахмут, Світлодарська дуга. Залишились двоє братів, дружина та 24-річна донька. | 13 червня 2020          | Загинув близько 21:45 від мінно-вибухової травми внаслідок мінометного обстрілу, під час виконання бойового завдання на спостережному пункті поблизу с. Троїцьке (Попаснянський район). Похований на Алеї Слави Лук'янівського військового кладовища м. Києва. |
| 4352     |                  | Струк Ілля Миколайович                              | 1 серпня 1995, Льотниче Володимир-Волинський район Волинська область. Старший матрос, гранатометник 503 ОБМП. З багатодітної родини. Займався спортом, прислуговував у церкві. Закінчив Львівське ВПУ комп'ютерних технологій та будівництва за фахом маляра-штукатура. Був паламарем, вступив до Почаївської духовної семінарії. У 2014 пішов на військову службу і перевівся на заочну форму навчання. Був поранений на фронті. В подальшому підписав контракт. Воював в районі Маріуполя. У 2020 подав документи на вступ до військової академії. Залишилися мати, брат та дві сестри. | 17 червня 2020          | Загинув від кульового поранення внаслідок обстрілу зі стрілецької зброї, під час бойового чергування на горлівському напрямку, біля с-ща Шуми (Торецька міська рада). Після прощання у Володимирі-Волинському похований на кладовищі с. Поничів. |
| 4353     |                  | Коваленко Богдан Сергійович («Геркулес»)            | 2 січня 1998, Нова Водолага Харківська область. Старший солдат, навідник-оператор 2-го розвідвзводу 1-го мехбатальйону 54 ОМБр. На військовій службі за контрактом з 28.07.2017. Після підготовки в НЦ «Десна» проходив службу в 54-ій бригаді. Мати померла, лишився батько. | 18 червня 2020          | Близько 22:00 поблизу м. Авдіївка був смертельно поранений кулею ворожого снайпера, який вів вогонь з боку окупованого Спартака. Помер дорогою до лікувального закладу. Похований в смт Нова Водолага. |
| 4354     |                  | Маньківський Олександр Вадимович                    | 1968, 52 роки, Шпола Черкаська область. Старший сержант, військовослужбовець ЗС України (підрозділ не уточнено). Протягом останніх п'яти років проходив військову службу у ЗС України. | 22 червня 2020          | Згідно повідомлень органів місцевої влади, помер у зоні проведення ООС. Похований на міському кладовищі Шполи (по вул. Нахімова). |
| 4355     |                  | Дедюх Іван Мирославович                             | 21 січня 1983, Тернопіль. Сержант, командир бойової машини — командир відділення штурмової роти 24 ОШБ «Айдар» 53 ОМБр. У 2001 закінчив ПТУ № 9. Після строкової армійської служби працював торговим агентом, експедитором, водієм таксі. Грав на гітарі. У 2014—2015 проходив службу за мобілізацією в 128 ОГПБр. По тому на півроку поїхав на заробітки до Польщі. Рік проходив службу за контрактом в 44 ОАБр. Повернувшись додому, працював у таксі. 21.04.2020 підписав контракт в батальйоні «Айдар». Залишилися батьки, дружина та двоє дітей, — син і донька. | 27 червня 2020          | Загинув від множинних осколкових поранень внаслідок розриву невідомого боєприпасу поблизу с. Старогнатівка, під час інженерного обладнання позицій, ще один військовослужбовець дістав поранення. Похований на Алеї Слави Микулинецького кладовища у Тернополі. |

## Список загиблих з 1 липня 2020 року
Втрати силових структур внаслідок російського вторгнення в Україну (липень — грудень 2020)

## Невстановлена дата смерті
Сімонік Олексій Ігорович («Бандера»), 23 роки, Маріуполь Донецька область. Учасник АТО 2014—2015, доброволець, батальйони «Донбас» (1-ша рота), «Дніпро-1» (рота «Донбас»), «Торнадо», «Шахтарськ». Від початку бойових дій, у 18-річному віці, воював як доброволець (без офіційного оформлення), з 30.07.2014 по 29.08.2014 — міліціонер 2 взводу БПСМОП «Шахтарськ». Бойовий шлях: Карлівка, Піски, Іловайськ, Донецький аеропорт. Волонтер і громадський активіст, брав участь в акціях протесту, кілька місяців провів у СІЗО за звинуваченням у розбійному нападі (справи «Торнадо»). У 2016 був одним з організаторів антикорупційного пікету під стінами обласної прокуратури, тоді, після пікету, був викрадений і побитий. Займався спортивною стрільбою з лука. 16.11.2019 вийшов з дому й не повернувся. За словами батька, напередодні йому дзвонили й погрожували. 15.01.2020 тіло знайшли в річці в Кальміуському районі Маріуполя з ознаками насильницької смерті. Упізнання проводили за експертизою ДНК, результатами якої у квітні підтверджено особу загиблого. Поховання 10.04.2020 На Алеї Героїв Старокримського кладовища Маріуполя. Залишилися батьки.

## Втрати силових структур в тилу під час війни
Матвіюк Анатолій Анатолійович, 18.06.1974, Калинівка Друга Вінницька область. Учасник АТО/ООС, сапер 2-го батальйону 128 ОГШБр. Працював на ринку вантажником. З червня 2015 до вересня 2016 проходив службу за мобілізацією, зокрема, в зоні АТО. У 2019 підписав піврічний контракт. 11.11.2019, коли разом з іншими військовослужбовцями прямував на автомобілі за продуктами, поблизу с. Новогнатівка Волноваського району, потрапив під обстріл, дістав контузію та легке поранення стопи. Проходив лікування у військовому госпіталі в м. Волноваха, згодом був переведений до військового госпіталю в м. Дніпро. Діагноз: двостороннє запалення легень, інфаркт. Помер вночі 15.01.2020, не витримало серце. Похований на центральному кладовищі м. Калинівки. Залишилися мати і сестра.
 Стрельченко Роман Юрійович, 20.09.1984, Понінка Полонський район Хмельницька область. Учасник АТО/ООС. Закінчив Понінківський технічно-професійний ліцей. 22.12.2018 підписав контракт на військову службу. Раптово помер 15.01.2020 на полігоні (за непідтвердженою інформацією ЗМІ, — в зоні ООС).
 Терехов Сергій Володимирович, 13.08.1973, Слов'янськ Донецька область. Учасник АТО. Прапорщик, військовослужбовець Донецького зонального відділу ВСП. Помер 16.01.2020 у військовому госпіталі в м. Часів Яр Бахмутського району. Залишились дружина та дві доньки.
 Степаненко Олександр Валерійович, 17.01.1981, Хмільник Вінницька область. Учасник АТО/ООС, стрілець — помічник гранатометника 1-ї штурмової роти 46 ОШБ «Донбас». Випускник НАВС (2004, «Правознавство», юрист). Працював у сфері збуту будматеріалів та будівництва, спочатку продавцем, потім менеджером. Займався спортом. З 31.05.2016 по 13.09.2017 проходив військову службу за контрактом, виконував завдання в зоні АТО. У листопаді 2019 вдруге підписав контракт. Помер 22.01.2020 під час несення служби у військовій частині, за попередніми даними, внаслідок зупинки серця. Похований у Хмільнику на Соколівському кладовищі. Залишилися мати та сестра.
 Кашиця Іван Олександрович, 29.06.1997, Сасів Золочівський район Львівська область. Мешканець м. Львів. Учасник АТО, НГУ. Закінчив Червоненське ВПУ за фахом тракториста-машиніста. Під час служби 100 днів перебував у зоні бойових дій. Раптово помер 07.02.2020. Поховання в с. Сасів. Залишились мати (медсестра Львівського військового госпіталю), брат.
 Сокол Сергій Юрійович, 12.02.1982, мешкав у м. Полтава. Учасник АТО. Підполковник, начальник відділення оперативних чергових Полтавського зонального відділу ВСП. З 2012 по 2019 проходив службу у Полтавському ЗВ. Помер 09.02.2020 внаслідок тривалої тяжкої хвороби. Похований у Полтаві. Залишились дружина та син.
 Ареф'єв Євгеній Віталійович («Спартак»), 03.09.1972, Казахська РСР. Мешканець м. Чернігів та м. Славутич Київська область. Учасник АТО/ООС, майор, військовослужбовець відділу військової розвідки управління розвідки штабу ОК «Північ». Закінчив Рязанське повітрянодесантне командне училище. Проходив службу в десантній бригаді у м. Хирів на Львівщині. Залишив ЗСУ у 1990-х за скороченням, займався бізнесом у сфері будівництва, заснував кілька підприємств у Славутичі. Служив за контрактом у Французькому іноземному легіоні, але з початком війни в 2014 добровольцем повернувся до українського війська, — 79 ОДШБр, 1-й батальйон, командир розвідувального взводу. Учасник героїчної оборони ДАП (у жовтні 2014 був старшим в новому терміналі). Нагороджений орденом Богдана Хмельницького III ступеня (2015). Пізніше став помічником командира батальйону з розвідки. У 2016—2017 був начальником розвідки — помічником начальника штабу батальйону 79-ї бригади. Повернувся на військову службу у 2019, — 1 ОТБр, помічник начальника розвідки розвідувального відділення штабу бригади. З серпня 2019 проходив службу в управлінні ОК «Північ». Наприкінці січня 2020 трапився інсульт під час виконання завдань в зоні ООС. Помер 17.02.2020 від зупинки серця. Похований на Алеї Героїв у Чернігові. Залишились батьки, дружина та троє дітей (найменшому синові 1,5 роки).
 Соколовський Юрій Миколайович, 08.03.1972, мешканець м. Рівного. Учасник АТО/ООС. Сержант, військовослужбовець ОК «Захід». Проходив службу в Рівненському ОВК, з 2016 — в ОК «Захід». Передчасно помер 17.02.2020. Залишилась дружина та двоє синів.
 Очковський Олександр Володимирович, 1977 р.н., Мала Дівиця Прилуцький район Чернігівська область. Учасник АТО/ООС. Капітан, помічник начальника штабу — начальник розвідки 2 ОМПБ «Горинь» 30 ОМБр. Працював у Південні ВЕМ АТ «Чернігівобленерго» майстром 2-ї групи цеху з ремонту електротехнічного устаткування в Південних ВЕМ. 2015 був призваний за мобілізацією, 53 ОМБр. З січня 2018 проходив службу за контрактом у 30-ій бригаді. Воював в Авдіївці, Зайцевому, Красногорівці, на Світлодарській дузі. Помер 18.02.2020 внаслідок важкої хвороби (рак шлунку). Похований в смт Мала Дівиця.
 Голяков Олександр Леонідович, 03.07.1961, 58 років, Якшанга Костромська область РРФСР. Мешкав у м. Кривий Ріг Дніпропетровська область. Полковник, заступник начальника Центрального теруправління НГУ з громадської безпеки. 1983 закінчив Полтавське ВЗРКУ, інженер з експлуатації радіотехнічних засобів. До 1989 проходив військову службу у Туркестанському ВО в артилерійських підрозділах, був нагороджений медаллю «За бойові заслуги». З 1989 по 1992 — військовий спеціаліст у Сирії. Продовжив службу спочатку в Сухопутних військах, а згодом — в Національній гвардії України (2-га та 4-та дивізії НГУ, в/ч 3011 та 3036 Внутрішніх військ МВС України), пройшов шлях від заступника командира-начальника штабу зенітного дивізіону до командира 21-ї окремої бригади ВВ (в/ч 3011, Кривий Ріг), яку очолював з грудня 2001 по 2011. У 2002 закінчив Національну академію оборони України, у 2012 — Національну академію внутрішніх справ, «Правознавство» (бакалавр). 2011 звільнився в запас за віком. Під час війни у вересні 2014 підписав контракт з НГУ, брав участь в АТО, служив у Центральному теруправлінні. Нагороджений медаллю «За військову службу Україні» та іншими відзнаками. Почесний громадянин міста Кривого Рогу (2016). Взимку 2020, під час виконання службово-бойових завдань у зоні проведення ООС, у важкому стані був госпіталізований до Дніпра, потім до Харкова, а звідти — до медичного закладу Києва. Помер 26.02.2020 від тяжкої хвороби. Поховання 28 лютого у Кривому Розі. Залишились дружина та двоє дітей, — син і донька проходять службу в НГУ.
 Гайдейчук Василь Григорович, 27.08.1979, мешканець м. Коломия Івано-Франківська область. Учасник АТО, прапорщик, військовослужбовець 108-ї авіаційної комендатури, в/ч А0742 (Коломийський аеродром). Помер 15.03.2020 у Львівському військовому госпіталі, внаслідок тривалої важкої хвороби. Поховання в с. Чорнолізці Тисменицького району. Залишилась мати.
 Красіля Роман Дмитрович, 23.06.1995, Балаклія Харківська область. Мешкав у м. Харків. Учасник АТО, старший лейтенант НГУ, 3 БрОП (в/ч 3017). 2012 вступив до Національної академії внутрішніх справ. Проходив службу в харківській бригаді НГУ, станом на 2017 — начальник зв'язку — командир взводу управління гаубічного артилерійського дивізіону. Загинув 16.03.2020 близько 7:00 у ДТП, що сталася на ділянці автодороги «Київ—Харків—Довжанський». За попередньою інформацією, перебуваючи за кермом автомобіля «Audi», рухаючись в напрямку Харкова, не впорався з керуванням і зіткнувся з бетонною опорою мосту (неподалік від Фельдман-Екопарку, м. Харків). Від отриманих травм помер на місці до приїзду «швидкої». Залишилась дружина та 2-річний син.
 Козьма Костянтин Іванович («Шиншила»), 20.02.1984, Ставки (Піщанський район) Вінницької області. Мешкав у м. Кропивницький та у Києві. Учасник АТО/ООС, підполковник, старший офіцер відділу Командування ССО, раніше — 3 ОПСпП. Розпочав службу в 3-му полку на посаді командира групи. З 2014 брав участь у бойових діях на Сході України, був заступником командира загону спецпризначення. З 2017 проходив службу у Києві, в Командуванні ССО. У 2017 закінчив Оборонний коледж Австралії та отримав диплом магістра військових та оборонних наук Австралійського національного університету у рамках програми з підтримки української армії. У 2019 отримав почесний знак від волонтерів — «Срібного вовкулаку». Помер 22.03.2020 в лікарні «Феофанія» у Києві внаслідок тривалої (понад рік) онкохвороби. Похований в с. Ставки. Залишились дружина та 9-річний син.
 Баліцький Володимир, 1996 р.н., Голгоча Підгаєцький район Тернопільська область. Військовослужбовець ЗСУ. Загинув 05.04.2020 під час несення служби на посаді з охорони мосту біля одного з населених пунктів Херсонської області від пострілу співслужбовця. Залишились мати та дві сестри.
 Кисельов Євгеній Валентинович. 50 років. Учасник АТО, полковник, ветеран ССО Збройних сил України (займав посаду начальника управління розвідки). У 2014—2016 виконував спецзавдання в зоні АТО. Останні місяці життя присвятив навчанню і бойовій підготовці українських прикордонників. Раптово помер 06.04.2020. Залишились дружина та трирічна донька.
 Гладун Вячеслав Володимирович («Гльом»), 1987 р.н., Обухів Київська область. Сержант поліції, Полк особливого призначення «Миротворець». З 2015 проходив службу в РПСМОП «Торнадо» та ПОП «Миротворець». Під час несення служби у Сєвєродонецьку, мкрн Щедрищеве, дістав перелом стегнової кістки, згодом в місці перелому виявили пухлину. Втратив ногу. Помер 06.04.2020 внаслідок хвороби у м. Привілля (Лисичанська міська рада). Поховання 9 квітня в Обухові, на центральному міському кладовищі «Польок». Залишилась дружина та двоє дітей.
 Данилюк Василь Миколайович, мешкав у м. Буча Київська область. Учасник АТО, майор НГУ, перший заступник начальника — начальник штабу Навчально-бойового центру підготовки до спеціальних дій ММБпЦПП НГУ, в/ч 3070. Перебував на військовій службі з 2007, близько 10 років — у підрозділах спецпризначення. Учасник бойових дій, нагороджений державними нагородами та відомчими відзнаками. Помер у ніч на 17.04.2020 внаслідок онкохвороби.
 Косенко Сергій Олександрович, 01.02.1985, Дніпро. Учасник АТО/ООС, 39 БТО «Дніпро-2» та Полк поліції «Дніпро-1». Грав на музичних інструментах, писав вірші. 2014-го добровольцем пішов на фронт у складі 39-го батальйону тероборони. 21.07.2014 дістав поранення під час атаки терориста-смертника на блок-пост біля с. Кам'янка (на блок-пост заїхав начинений вибухівкою мікроавтобус, загинули п'ять бійців 39-го батальйону). Після лікування повернувся на фронт, згодом продовжив службу у батальйоні МВС «Дніпро-1». Помер 23.04.2020 від серцевого нападу.
 Горбик Юрій Михайлович, мешканець м. Марганець Дніпропетровська область. Учасник АТО/ООС, старший солдат, 53 ОМБр. Проходив військову службу у бригаді протягом 3 років, не один раз бував на ротації в зоні проведення ООС. Загинув 26.04.2020, о 2:45, в результаті пожежі через коротке замикання в автомобілі ЗІЛ-131 на вантажній платформі залізничного вокзалу м. Судова Вишня Мостиського району на Львівщині. Ще один військовослужбовець дістав важкі опіки.
 Третьяк Сергій Миколайович, 58 років, мешканець м. Чернівці. Учасник АТО/ООС, підполковник, офіцер Чернівецького підрозділу територіальної оборони. З початку війни брав активну участь у підготовці вояків під час проведення мобілізації та сам був учасником бойових дій. До 2018 проходив службу в Сокирянському військкоматі. Помер 08.05.2020 в результаті важкої хвороби. Похований на Центральному міському кладовищі Чернівців.
 Вульчин Віталій Степанович. Учасник АТО/ООС, старший сержант 1-го батальйону оперативного призначення НГУ імені Кульчицького НГУ. Загинув вночі з 21 на 22.05.2020 в результаті масового розстрілу поблизу с. Новоселиця Попельнянського району Житомирської області>.
 Мамиченко Владислав. Учасник АТО/ООС, молодший сержант 27 ОБр НГУ. Загинув вночі з 21 на 22.05.2020 в результаті масового розстрілу поблизу с. Новоселиця Попельнянського району Житомирської області.
 Москалець Андрій. Учасник АТО/ООС, старший солдат 27 ОБр НГУ. Загинув вночі з 21 на 22.05.2020 в результаті масового розстрілу поблизу с. Новоселиця Попельнянського району Житомирської області.
 Карась Андрій, 28 років, Бар Вінницька область. Мешкав у м. Вінниця. Учасник АТО/ООС, старший солдат, водій 40-го полку НГУ, в/ч 3008. З 2016 проходив службу у вінницькій військовій частині НГУ. Неодноразово виконував завдання в зоні проведення АТО/ООС. 24.05.2020, близько 2:00, був знайдений на перехресті вулиць Шмідта — Замостянська м. Вінниця, неподалік від дому, де винаймав квартиру, з ножовим пораненням черевної порожнини, помер у реанімаційному відділенні міської лікарні. За фактом злочину розпочато кримінальне провадження за ч. 2 ст. 121 КК України (умисне тяжке тілесне ушкодження, що спричинило смерть потерпілого). Залишились мати, дружина та 11-місячна донька.
 Лук'янчук Сергій Васильович («БТР»), 03.05.1981, Мізоч Здолбунівський район Рівненська область. Учасник АТО/ООС, сержант, сержант МЗ 1129 ЗРП. У 1999 закінчив залізничне ПТУ за фахом помічника машиніста. Під час строкової служби пройшов навчання в Хмельницькому учбовому корпусі 1-ї ракетної дивізії та отримав сержантське звання, служив на посаді оператора ракетного комплексу «Точка У». Після служби працював на бурових установках. 2014 був призваний за мобілізацією та відбув в район проведення АТО. 2015 уклав контракт до кінця особливого періоду. Раптово помер 19.05.2020 у військовій частині. Похований в Мізочі.
 Лайчук Віталій, 1996 р.н., Черняхів Житомирська область. Молодший лейтенант, командир взводу 13 ОДШБ 95 ОДШБр. Навчався на військовій кафедрі, отримав офіцерське звання. Пішов на строкову службу, збирався й надалі бути військовим. 01.06.2020 близько 11:00 в Херсонській області, біля адмінкордону з окупованим Кримом, виявили тіло десантника з вогнепальним пораненням скроні. Основна версія слідства — самогубство. Мати бійця повісилась на п'ятий день після похорону сина. Рідні не вірять у версію самогубства.
 Загрійчук Сергій Миколайович, 07.01.1986, Коломия Івано-Франківська область. Учасник АТО/ООС, солдат, військовослужбовець 8 ОМПБ 10 ОГШБр. Раптово помер 03.06.2020 в результаті зупинки серця. Залишилася 8-річна донька. Поховання в Коломиї.
 Хитрик Олег, 36 років, Демківка Тростянецький район Вінницька область. Учасник ООС, водій 10 ОМПБ 59 ОМПБр. Повернувся з фронту разом із бригадою, яка тримала оборону на Світлодарській дузі. Загинув 04.06.2020, у перший день відпустки, внаслідок ДТП, що сталася на автодорозі Стрій—Кропивницький—Знам'янка, в с. Куна (Гайсинський район), — водій а/м ВАЗ-2107 (також військовий) виїхав на зустрічну смугу, де відбулося зіткнення з вантажівкою Renault Magnum. Водій та пасажир легковика дістали травми, під час надання медичної допомоги у реанімаційному відділенні Олег Хитрик, який перебував на пасажирському сидінні, помер в лікарні. Залишились двоє синів шкільного віку.
 Романов Микола Вадимович, 54 роки, Запорізька область. Мешканець м. Київ. Полковник, офіцер Командування повітряних сил ЗСУ. 35 років на військовій службі, з 2004 представляв інтереси Командування в Генеральному штабі ЗСУ, займався адміністративними питаннями. Загинув 10.06.2020 у ДТП на трасі Київ—Харків біля с. Іванків (Бориспільський район), — не впорався з керуванням під час розвороту та врізався у припарковану вантажівку. Разом із офіцером загинула його дружина.
 Гайда Іван Михайлович, 07.12.1961, 58 років, Бариш Бучацький район Тернопільська область. Мешкав у м. Львів. Полковник медичної служби, начальник Військово-медичного клінічного центру Західного регіону. Лікар вищої категорії, заслужений працівник охорони здров'я України. Врятував немало життів українських військових. Нагороджений орденом Данила Галицького (2015). Помер близько 20:00 18.06.2020 в одному зі шпиталів Києва, де тривалий час лікувався від коронавірусної хвороби Covid-19.
 Показаньєв Сергій Анатолійович, 34 роки, мешканець смт Черкаське (Новомосковський район) Дніпропетровська область. Учасник АТО/ООС з 2014, майор, помічник начальника штабу бригадної артилерійської групи 25 ОПДБр. В бригаді — з 2007, на фронті з перших днів війни. До 2018 проходив службу на посаді командира батареї управління та артилерійської розвідки. Раптово помер 18.06.2020, в результаті зупинки серця. Залишилася дружина та двоє неповнолітніх дітей, син і донька.
 Харченко Олександр Миколайович, 19.03.1976, мешканець м. Умань Черкаська область. Керівник складу в/ч А2614 (військовий аеродром, Умань). На військовій службі — майже 25 років. Застрелився в вечор 25.06.2020 на території військової частини, перебуваючи в наряді, у кишені було знайдено передсмертну записку. Рідні військовослужбовця не вірять у самогубство. Військова прокуратура розслідує провадження за статтею «Доведення до самогубства»..
 Мєдвєдєв Дмитро Вадимович, 25.04.1991, м. Сіверськ Донецька область. Військовослужбовець Бахмутського об’єднаного міського військового комісаріату. Навчався у сіверській школі №2. 2012 року закінчив Національний університет цивільного захисту України. В період з 2012 року по 2016 рік проходив службу в  державній пожежно-рятувальній частини в місті Артемівськ. 27 вересня 2016 року був призваний Бахмутським ОМВК на службу за контрактом осіб офіцерського складу до Збройних сил України. У квітні 2018 року був відзначений почесним нагрудним знаком начальника Генерального штабу-Головнокомандувача Збройних сил України «За досягнення у військовій службі» І ступеня. З 9 вересня 2019 року проходив службу в Бахмутському ОМВК. Помер 14 лютого 2020 року внаслідок інфаркту міокарда. Похований 15 лютого 2020 року на кладовищі міста Сіверськ Донецької області.

## Померлі демобілізовані учасники АТО/ООС
Муравський Микола Володимирович («Цибуля»), Озерна (Зборівський район) Тернопільська область. Учасник АТО/ООС, УДА, 8-й окремий батальйон УДА «Аратта». У 2006 вступив до Пласту, підготовчий курінь ім. Омеляна Польового станиці Зборів на Тернопільщині. Доброволець пластового куреня «Орден Залізної Остроги». Навчався у ЛНУ ім. Івана Франка. Активний учасник Революції Гідності. З початком військових дій на Донбасі займався волонтерською діяльністю в зоні АТО. З 2017 до осені 2018 воював у складі 8 ОБ «Аратта». В грудні 2018 заснував фермерське господарство «Патріа Террам». Останнім часом сприяв створенню осередку Пласту в с. Озерна. Пішов з життя 04.01.2020, попередня версія — самогубство. Залишилась дружина і двоє дітей.
 Сливка Степан Миколайович («Слива»), 13.02.1971, Явче Рогатинський район Івано-Франківська область. Мешкав у м. Новий Розділ Львівська область. Учасник АТО, боєць і волонтер ДУК ПС. Учасник Революції Гідності. Член ВОС «Свобода». З 22.12.2014 по 28.12.2015 та з 12.11.2016 по 30.12.2016 перебував у зоні проведення АТО. Помер 04.01.2020. Після прощання в Новому Роздолі похований у с. Явче.
 Пелевін Сергій Олександрович, 1964 р.н., 55 років, мешканець м. Мелітополь Запорізька область. Підполковник запасу, учасник АТО 2014—2015, 23 ОМПБ «Хортиця». Станом на лютий 2018 проходив службу у в/ч А1962, старший помічник начальника оперативного відділення. У грудні 2019 зібрав документи для підписання контракту на військову службу. Помер 05.01.2020. Похований у Мелітополі.
 Куземський Руслан Ярославович, 35 років, Тернопіль. Мешкав у м. Моршин Львівська область. Учасник АТО, підрозділ СБУ. Голова ГО «Спілка учасників АТО та ООС міста Моршин». Загинув 05.01.2020 близько 0:20 у ДТП на трасі Львів—Тернопіль поблизу с. Плугів Золочівського району, коли повертався з Тернополя власним автомобілем. Поховання у Моршині.
 Лесик Андрій Андрійович («Бойко»), 1958 р.н., 61 рік, мешканець м. Хирів Старосамбірський район Львівська область. Учасник АТО, добровольчий батальйон ОУН, ройовий (командир відділення). Член першого Проводу Добровольчого Руху ОУН, командир Вишкільного-реабілітаційного центру «ОУН-Захід». Двічі брав участь у бойових діях: з 15.10.2014 до 20.12.2014 та з 01.01.2015 до 18.04.2015, воював у Пісках. Керівник ГО «Волонтери батальйону ОУН». Помер 07.01.2020 після тривалого лікування. Залишилась дружина.
 Сіренко Вадим Сергійович, 23 роки, мешканець м. Сватове Луганська область. Учасник АТО. В ЗС України з 2016, в подальшому підписав контракт та відбув добровольцем в АТО. У 2018 був звільнений з військової служби за станом здоров'я. Помер у січні 2020. Похований 10.01.2020 у м. Сватове.
 Малєєв Василь Вікторович, 16.04.1972, мешканець м. Кременчук Полтавська область. Учасник АТО, 30 ОМБр. Був призваний за мобілізацією 09.02.2015, на війні дістав контузію. Після повернення з фронту працював у «Муніципальній варті», займався волонтерством. З 2018 боровся з онкологічною хворобою (рак легені), переніс операцію та кілька сеансів хіміотерапії. Помер 11.01.2020. Поховання 14 січня у Кременчуці на Алеї Слави АТО Свіштовського кладовища.
 Штелиха Мар'ян, 27 років, мешканець м. Перечин Закарпатська область. Учасник АТО, 128 ОГШБр. У 2016 був поранений на фронті, отримав групу інвалідності. Помер 12.01.2020 в результаті опіків, які дістав 2 січня внаслідок вибуху газоповітряної суміші в літній кухні за місцем проживання. Поховання в Перечині.
 Садило Андрій, Кривий Ріг Дніпропетровська область. Волонтер АТО. Випускник Одеського вищого артилерійського командного училища, офіцер. На початку війни створив волонтерську групу «Допомога армії своїми руками», яка на території 17 ОТБр власним коштом ремонтувала бронетехніку та встановлювала на ній системи захисту, — допомагали багатьом військовим з'єднанням: 53 ОМБр, 54 ОМБр, 56 ОМПБ, батальйону «Кривбас» та ін. У серпні 2017 був нагороджений відзнакою Президента України «За гуманітарну участь в антитерористичній операції». Був активним учасником патріотичних акцій, мітингів, протестних рухів. Помер у ніч на 12.01.2020. Поховання у Кривому Розі.
 Етік Мирослав Степанович, 1972 р.н., Колодіїв Галицький район Івано-Франківська область. Учасник АТО. Помер вдома 12.01.2020, похований в с. Колодієві.
 Куницький Тарас Олегович, 27 років, Грибовиця Іваничівський район Волинська область. Мешканець м. Нововолинськ. Учасник АТО, 51 ОМБр, 14 ОМБр. Закінчив ВПУ. На початку 2014 був призваний під час першої хвилі мобілізації, з червня перебував у зоні АТО. 2016 вдруге пішов на фронт, підписавши контракт, служив на посаді командира гармати. У мирному житті рятував людські життя: витяг через вікно сусідку під час пожежі, надав першу медичну допомогу постраждалому у ДТП, зупинивши кровотечу. Ввечері 13.01.2020 у с. Грибовиця покінчив життя самогубством (повісився на дереві у дворі). Залишилися батьки, дружина та двоє маленьких дітей.
 Жуковський Микола Миколайович («Бульбаш»), 58 років, Дорофіївка (Підволочиський район) Тернопільська область. Учасник АТО 2015—2016, прапорщик, 44 ОАБр, командир відділення. Був ліквідатором аварії на ЧАЕС. Мав 20-річний досвід військової служби, зв'язківець. Багато років мешкав у Білорусі, куди був направлений на службу, мав білоруське громадянство. Часто приїздив у Дорофіївку до матері, у 2011 повернувся на Батьківщину остаточно. З початком війни подав документи на отримання українського громадянства і добровольцем прийшов до військкомату, але йому двічі відмовляли через іноземне громадянство. Зрештою 11.03.2015 потрапив до ЗСУ, з травня виконував завдання в районі Оріхового та Золотого, на фронті переніс контузію, травми, був поранений. В грудні 2015 отримав український паспорт. Проходив лікування у військових шпиталях Харкова, Львова, Рівного, отримав інвалідність ІІ групи. З листопада 2019 лікувався у Рівненському шпиталі, де виявили онкологію. Помер 19.01.2020 в лікарні м. Волочиськ. Похований в Дорофіївці. Залишились дружина та діти від першого шлюбу, — син і донька, мешкають в Білорусі, четверо онуків.
 Трикоза Максим («Войдан»), 1983 р.н., громадянин РФ, мешканець Санкт-Петербургу. Останні кілька років мешкав у м. Вінниця. Учасник АТО/ООС, волонтер-інструктор ОЗСП «Азов» НГУ. До війни працював у «Газпромі» програмістом. В «Азові» — з 01.09.2015, навчав бойовій підготовці молодих воїнів. Убитий близько 24:00 13.01.2020 в мікрорайоні «Академічний» м. Вінниці, де він мешкав. Тіло з ножовими пораненнями (у горло та в серце) знайшли неподалік вулиці Андрія Шептицького, в безлюдному місці, куди веде ґрунтова дорога.
 Хлєбніков Олександр, 41 рік, Бурштин Івано-Франківська область. Учасник АТО. У ЗС України — з 2015, у 2019 уклав контракт на проходження військової служби (необхідне уточнення щодо проходження служби і чи був звільнений у запас). Помер 14.01.2020 в результаті гострої серцевої недостатності. Похований на кладовищі м. Бурштин.
 Літвінов Віктор Вікторович («Литва»), 04.03.1982, Умань Черкаська область. Демобілізований учасник АТО, НГУ. Пішов на фронт у 2014 за мобілізацією. Помер 18.01.2020 у лікарні. Похований в Умані, на кладовищі Софіївська слобідка.
 Дядченко Ігор Петрович, 23.10.1976, Шевченкове (Звенигородський район) Черкаська область. Учасник АТО, молодший сержант, 34 БТО «Батьківщина». 02.09.2014 дістав контузію на фронті внаслідок вибуху. Після демобілізації проходив службу в Черкаському окремому автомобільному батальйоні. У жовтні 2019 переніс інсульт, внаслідок чого відняло частину тіла та мову. Під час лікування діагностували онкологічну хворобу. Помер 19.01.2020 у шпиталі. Похований в с. Шевченкове. Залишилися мати, вітчим, сестра, дружина, 3-річний син та старший син від першого шлюбу. У травні 2014 три брати з с. Шевченкове пішли на фронт добровольцями у складі 34 БТО: Ігор Дядченко, Сергій Дядченко (загинув 01.07.2017 у Пісках) та Віктор Бойко (загинув 18.07.2014 біля Маринівки).
 Іваненко Іван Володимирович («Поччо»), 16.12.1972, Леонівка (Іванківський район) Київська область. Учасник АТО, БСП НГУ «Донбас», оператор протитанкового взводу, 46 ОШБ «Донбас». Пройшов бої за Іловайськ, був у полоні. Нагороджений орденом «За мужність» ІІІ ст. Після повернення з війни працював водієм. У ніч на 20.01.2020 виявлений мертвим на задньому сидінні л/а УАЗ, який зупинили патрульні за порушення ПДР в смт Іванків. Водій Валерій Кононенко пояснив, що під час сварки з товаришем вистрелив у його бік з мисливської рушниці, побачивши, що вбив друга, поїхав до поліції. Іван та Валерій разом збудували маленьку церкву в селі. У 2014 пішли добровольцями на фронт. Залишилась мати та троє дітей.
 Денисюк Сергій Анатолійович («Сократ»), 03.09.1995, Полиці (Камінь-Каширський район) Волинська область. Мешкав у Луцьку. Учасник АТО, доброволець, молодший сержант, батальйон МВС «Азов». Учасник Революції Гідності. Навчався в Інституті фізичної культури і здоров'я СНУ імені Лесі Українки — університетський товариш Андрія Снітка («Хоми»), разом з яким їздив на Євромайдан та у травні 2014 пішов на війну. Пройшов бої за Маріуполь, Іловайськ, де був поранений, але продовжив службу. Покінчив життя самогубством 20.01.2020, повісився у власній квартирі в новобудові Луцька. Поховання в с. Полиці.
 Висоцький Володимир Григорович («Григорович»), 1968 р.н., Кульчин (Ківерцівський район) Волинська область. Учасник АТО, 17 ОТБр, 3-й танковий батальйон. Помер 23.01.2020 внаслідок хвороби. Поховання в Кульчині.
 Солонар Андрій Дмитрович, 40 років, Лужани Кіцманський район Чернівецька область. Учасник АТО 2014—2015, 14 ОМБр, розвідник. Був мобілізований в перші місяці війни у 2014 (2-га хвиля мобілізації), 9 місяців воював в зоні АТО. У лютому 2020 збирався їхати на збори резервістів. Раптово помер 24.01.2020 у лікарні внаслідок зупинки серця. Похований в Лужанах. Залишилися мати, дружина та 11-річний син.
 Ігнатюк Віталій Миколайович, 1974 р.н., Селятин Путильський район Чернівецька область. Мешкав в с. Витилівка Кіцманський район. Учасник АТО 2015—2016. З квітня 2015 по липень 2016 проходив службу за мобілізацією. Помер 26.01.2020 від серцевої недостатності. Поховання в селі Витилівка. Розлучений, залишилось двоє дітей: син 2000 р.н. та донька 2008 р.н.
 Литвинець Олег Ярославович («Зло»), 1980 р.н., Скорики (Підволочиський район) Тернопільська область. Учасник АТО, доброволець ОЗСП «Азов» НГУ. В «Азові» служив з 2014 по 2017 рік в інженерно-саперному взводі. Напередодні Нового року потрапив в ДТП поблизу Києва, близько місяця пролежав в комі. Лікарі боролись за його життя, але 26.01.2020 він помер. Залишилися брат та дві доньки шкільного віку.
 Минка Володимир Володимирович, 36 років, Клішківці Хотинський район Чернівецька область. Учасник АТО 2014—2015, 80 ОАеМБр, 3 БТГр (3-й батальйон). Був призваний під час 1-ї хвилі мобілізації навесні 2014. Раптово помер 28.01.2020. Похований в Клішківцях. Залишилися батьки та донька.
 Стрибко Костянтин, Сторожинець Чернівецька область. Учасник АТО. У ніч на 29.01.2020 вбитий у під'їзді рідного будинку в м. Сторожинець, куди приїхав у відпустку до батьків-інвалідів. На думку родичів і громадських активістів, вбитий через конфлікт із місцевою управляючою компанією, яка обслуговує будинок. За їх словами, управляюча компанія належить представникам румунської громади, які мають зв'язки в сторожинецькій поліції, тому слідство гальмується. Громадські активісти та учасники АТО вимагають справедливого розслідування. Місцеві ЗМІ дану тему ігнорують.
 Пришляк Андрій, 35 років, Івано-Франківськ. Учасник АТО 2014—2015. Після повернення з фронту працював у ТОВ «ДіамантБудСервіс». Загинув на будівництві у ніч на 09.02.2020 в с. Угринів (Тисменицький район), — під час проведення робіт із влаштування дощової каналізації в траншеї глибиною 4 метри його засипало землею. О 1:20 рятувальники за допомогою аварійно-рятувального інструменту та екскаватора відкопали й витягнули потерпілого на поверхню, його передали працівникам «швидкої», які констатували смерть. Поховання в Івано-Франківську. Залишились брат, дружина і маленька дитина.
 Зектер Артур Мусійович, 06.12.1989, Нововолинськ Волинська область. Учасник АТО. Загинув 10.02.2020 у ДТП, що сталася о 06:14 на трасі Ковель — Володимир-Волинський біля с. Соловичі Турійського району, — л/а Opel Astra, за кермом якого перебував Артур, зіткнувся з вантажівкою Renault Magnum. Артур загинув на місці, його товариш, 24-річний Максим Конопський, також учасник АТО, у тяжкому стані доставлений до реанімації ковельської лікарні. Залишилась маленька дитина.
 Шапка Дмитро Олександрович, Бердянськ Запорізька область. Учасник АТО 2014—2015. У 2015 в районі с. Спартак, біля Донецького аеропорту, на опорному пункті «Зеніт», дістав тяжку контузію від зенітного обстрілу, з наслідками якої боровся наступні роки. Отримав інвалідність ІІІ групи. Помер 14.02.2020. Похований у Бердянську. Без батька залишилося двоє дітей.
 Рєзнік Ігор, Солоне (Заліщицький район) Тернопільська область. Учасник АТО, доброволець. Учасник Революції Гідності з перших днів. Після Майдану добровольцем пішов на фронт. Помер 16.02.2020 в госпіталі, зупинилося серце. Похований в Солоному.
 Допілка Зеновій Петрович, Трускавець Львівська область. Учасник АТО/ООС, волонтер, військовий лікар-хірург. У 2014 став одним із засновників центру «Шпиталь Майдану», який надавав медичну допомогу учасникам Революції Гідності. По тому, п'ять років допомагав постраждалим від російської агресії: допомагав військовим на передовій, мешканцям прифронтових сіл, вимушеним переселенцям, доставляв ліки та медичне устаткування лікарням на сход, заснував реабілітаційний центр у Межигір'ї для сімей, які проживають у «сірій зоні». Помер 19.02.2020 внаслідок тривалої онкохвороби. Похований в Трускавці. Залишилась дружина та двоє дорослих дітей.
 Бойко Роман Петрович, 1983 р.н., Новгородка Кіровоградська область. Мешкав у м. Кропивницький. Волонтер, громадський діяч, підприємець. 2006 закінчив ЦДПУ им. В.Винниченка, історичний факультет. Брав участь у всіх громадських акцій, очолював скаутську ГО «Січ», де мав псевдо «Чуб», започаткував таборівку «Життя на деревах». Був активним учасником Кіровоградського Євромайдану під час Революції Гідності. З перших днів війни був призваний за мобілізацією, проходив службу в Кіровоградському ОВК. По тому активно займався волонтерством. Підприємець, у 2016 заснував ТОВ «Аквафармінг Кропивницький», займався риборозведенням. Загинув 22.02.2020, за попередньою інформацією, внаслідок нещасного випадку, на ставку в с. Диківка Знам'янського району Кіровоградської області, — тіло чоловіка знайшли у водоймі, обставини з'ясовує слідство. Похований в Кропивницькому. Залишилися батьки, сестра, дружина та троє неповнолітніх дітей.
 Микола, 1975 р.н., мешканець с. Кодня Житомирського району Житомирської області. Учасник АТО. 03.03.2020 правоохоронці, які приїхали на виклик сусідів, виявили у будинку тіло Миколи та 41-річної жінки. Смерть настала за дві доби до того, тілесних ушкоджень не виявлено, проводяться експертизи щодо встановлення причини смерті, ймовірно, отруєння (харчове, або газом). Похований в с. Кодня.
 Панчишин Ігор Васильович, 53 роки, Львів. Учасник АТО, солдат, НГУ, 2-га окрема Галицька бригада, 8-й батальйон. Працював кухарем. У 2014 був призваний до НГУ за мобілізацією та у жовтні вирушив в зону АТО. Вдруге потрапив на Схід у січні 2015. 18.02.2015, під час виходу батальйону з оточеного Дебальцевого, разом зі своїм побратимом Миколою Валебним потрапив у полон, звільнений 18.05.2015. Помер у Львові на початку березня 2020. Похований 05.03.2020 на Голосківському кладовищі. Залишились дружина, син і донька.
 Спірідонов Василь Вікторович, 40 років, Раків Долинський район Івано-Франківська область. Учасник АТО. Помер 05.03.2020. Поховання 7 березня у с. Раків.
 Котенко Олег Михайлович («Кот»), 06.10.1973, Житомир. Учасник АТО 2015—2016, 95 ОАеМБр, розвідрота. До війни працював у будівельній компанії «Фаворит». Займався волонтерством, супроводжував вантажівки з волонтерською допомогою на Схід, а навесні 2015 сам пішов на фронт. 06.03.2020 близько 15:00 тіло чоловіка з вогнепальним пораненням голови було виявлене у під'їзді багатоповерхівки по проїзду Академіка Тутковського м. Житомир, поряд лежав його власний мисливський карабін. Відкрите кримінальне провадження, попередня версія — самогубство. Похований на Смолянському військовому кладовищі Житомира. Залишилась дружина та дві доньки.
 Дем'янюк Юрій («Дьома»), 08.02.1972, Луцьк. Мешкав у м. Березань Київська область. Учасник АТО/ООС, сержант, 43 ОАБр, батальйон охорони, командир відділення взводу охорони. На фронті був 5 років, з 2015. Помер вдома 06.03.2020. Похований у м. Березань.
 Гвозд Володимир («Боцман»), Харків. Учасник АТО, 22 ОМПБ 92 ОМБр. Помер вдома 07.03.2020. Похований на Алеї Слави 18-го кладовища Харкова.
 Кухарук Олександр Васильович, 06.12.1971, Зелене (Горохівський район) Волинська область. Мешкав у с. Щуровичі Радехівський район Львівська область. Учасник АТО 2015—2016. Після одруження проживав на Львівщині, у 2002 став вдівцем. Під час війни був призваний за мобілізацією. Повернувся з фронту до Щуровичів. Помер 06.03.2020 внаслідок серцевого нападу. Похований в с. Щуровичі. Залишились дорослі син і донька.
 Стадник Леонід Олександрович, 05.08.1973, Бейзимівка Чуднівський район Житомирської області. Учасник АТО 2015—2017, 26 ОАБр. Закінчив Бердичівське ПТУ за фахом столяра. З 1988 по 1993 проходив військову службу. У 1994 закінчив курси механізатора і працював на сільському підприємстві. 20.11.2015 був призваний за мобілізацією, з 2016 по 08.11.2017 проходив службу за контрактом. Раптово помер по дорозі до лісу, де працював. Похований 12.03.2020 в с. Бейзимівка. Залишилась мати.
 Фрайтаг Олександр Михайлович («Німець»), 18.05.1989, мешканець с. Лизогубівка Харківського району Харківської області. Учасник АТО, 36 ОБрМП, кулеметник, раніше 92 ОМБр. 2014 був призваний на військову службу до 92-ї бригади. З 2016 проходив службу за контрактом у морській піхоті. В ході бойових дій зазнав важкого поранення голови, отримав інвалідність ІІ групи. Нагороджений орденом «За мужність», медалями «За оборону Маріуполя», «За оборону Щастя», «Захисник Вітчизни». 08.03.2020 о 9-ій ранку вийшов з дому і не повернувся. 13.03.2020 близько 11:00 тіло чоловіка було виявлене біля місцевого медпункту у Лизогубівці, без видимих ознак насильницької смерті. Похований на Алеї Слави кладовища № 18 м. Харкова. Залишилася дружина та півторарічний син.
 Шевців Іван Іванович, 05.07.1975, Самбір Львівська область. Учасник АТО. У 2015 був призваний за мобілізацією. Виконував завдання в районі Маріуполя. Після важкого поранення не міг відновити стан здоров'я, 14.03.2020 помер внаслідок тривалої хвороби.
 Богданов Сергій Олександрович, 27.11.1978, Мирне (Барський район) Вінницька область. Учасник АТО. У 2014 був призваний за мобілізацією (третя хвиля). На фронті дістав важке поранення, контузію, лікувався у шпиталях. З 2019 працював у м. Бровари. 17.03.2020 помер, не витримало серце. Похований в с. Мирне. Залишились брат, донька.
 Прохоров Євгеній Дмитрович, 31 рік, Кременчук Полтавська область. Учасник АТО. Помер 18.03.2020 в лікарні м. Києва. Поховання на Деївському кладовищі Кременчука. Залишилась мати.
 Мамчур Степан («Батя»), Миколаїв (Львівська область). Учасник АТО, ДПСУ. У 2014 добровольцем пішов на фронт. Помер 18.03.2020. Похований у Миколаєві.
 Мельник Андрій Андрійович, 13.01.1989, Костопіль Рівненська область. Учасник АТО 2014—2015, старший солдат, 80 ОАеМбр та 81 ОДШБр, старший навідник (АГС-17). З початком війни добровольцем ходив до військкомату кілька разів, був призваний за мобілізацією у жовтні 2014. Боронив Піски, 24.12.2014 заїхав у термінал Донецького аеропорту. 25.01.2015, за день до ротації в прифронтовому м. Костянтинівка вийшов у місто в цивільному одязі та на заправці зустрів офіцера, який, перебуваючи у нетверезому стані, почав стріляти. Андрій дістав важке кульове поранення з ушкодженням внутрішніх органів та хребта. Переніс операції у Костянтинівці та Харкові, проходив лікування у Вінницькому та Львівському шпиталях. Пересувався на інвалідному візку. Помер 27.03.2020.
 Єлащук Георгій Васильович, 29.06.1958, Великий Кучурів Сторожинецький район Чернівецька область. Протоієрей, капелан Синодального управління військового духовенства ПЦУ, військовий капелан 3 БТГр 80 ОДШБр. В 1990-х розпочав будівництво українських церков у с. Снячів Сторожинецького району та Шубранець Заставнівського району. Пізніше став настоятелем у селах Бурдей та Біла Кіцманського району. Під час війни багато часу проводив на фронті. Помер 27.03.2020 внаслідок тяжкої хвороби (рак легенів). Похований на кладовищі мікрорайону Роша у Чернівцях.
 Боруцький Сергій («Танковозік»), 35 років, Луцьк. Учасник АТО, 51 ОМБр, водій евакуаційного відділення ремонтно-відновлювального батальйону. На фронт пішов у першу хвилю мобілізації навесні 2014. Загинув у ДТП вночі 31.03.2020, — був збитий а/м Audi-100 на трасі Київ—Ковель—Ягодин неподалік смт Луків Турійського району, від отриманих травм помер на місці. Залишилась дружина.
 Бовкун Василь Павлович («Старий патрон»), 20.04.1956, 63 роки, Рибчинці (Хмільницький район) Вінницька область. Мешканець м. Калинівка. Учасник АТО. 1974 був призваний до ЗС СРСР. Закінчив школу прапорщиків. 1977—1999 проходив службу в гарнізонах Далекого Сходу, Групі радянських військ у Німеччині, полігонах Капустін Яр та Завітінський (РРФСР). Учасник бойових дій в Афганістані (1985—1987), нагороджений багатьма медалями та відзнаками. Продовжив службу в одній з військових частин Калинівки, у 1999 звільнився в запас. З 1997 по 2013 очолював Калинівську районну спілку ветеранів Афганістану, нагороджений Почесною грамотою Кабінету Міністрів України. З початком російської агресії пішов добровольцем на фронт за мобілізацією, дістав важке поранення. Помер 01.04.2020 в результаті важкої хвороби. Похований в Калинівці. Син — морський піхотинець, учасник АТО/ООС.
 Животов Валерій («Лисий»), 10.03.1964, 56 років, мешканець м. Дніпро. Учасник АТО, доброволець. Один із засновників і лідерів дніпровського футбольного Фан Руху. Певний період жив у Чехії, після Євромайдану повернувся до України та пішов добровольцем на фронт. По тому долучився до Національного корпусу, активно займався волонтерством, зокрема, у березні 2020 допомагав розвозити продукти людям похилого віку. Раптово помер 01.04.2020. Похований у Дніпрі.
 Шіхмагомедов Гіясуддін Абдулмаксимович, 1960 р.н., 60 років, уродженець Республіки Дагестан, мешканець с. Великі Чорнокінці Чортківський район Тернопільська область. Учасник АТО, капітан, 56 ОМПБр, командир роти. Волонтер. В АТО пішов добровольцем у віці 55 років. Командував взводом та ротою, воював на Маріупольському напрямку. У 2015 дістав контузію, довго лікувався і був комісований, у березні 2016-го отримав ІІ групу інвалідності. Помер 02.04.2020 в результаті важкого захворювання.
 Єлізов Андрій Олександрович, 30.05.1972, Черкаси. Учасник АТО, 72 ОМБр. У 2006—2010 був депутатом Черкаської міської ради. Після повернення з фронту займався підприємництвом, брав участь у громадській діяльності, був членом ГО «Черкаський союз учасників АТО». Помер на початку квітня 2020 внаслідок тривалої хвороби.
 Бжезінський Юрій, 57 років, мешканець м. Львів. Учасник АТО 2014. Помер в лікарні 09.04.2020. Залишилась дружина та дві доньки.
 Дуда Андрій Ярославович, 1976 р. н., Львів. Військовий капелан, 80 ОДШБр, волонтер. Протоієрей, священник Княжого храму св. Миколая (ПЦУ). Співак, художник та декламатор, записав компакт-диск «Мій Шевченко», кошти від реалізації якого пішли на підтримку української армії. У 2015, коли його брат пішов служити добровольцем, о. Андрій зголосився до Синодального управління з ініціативою нести духовну службу на фронті. Нагороджений орденом «За заслуги» ІІІ ступеня. Раптово помер 10.04.2020 у Львові.
 Волошко Олег Миколайович, 1976 р. н., Германівка (Обухівський район) Київська область. Учасник АТО, 25 ОМПБ «Київська Русь». Помер 19.04.2020 від серцевого нападу. Похований на центральному кладовищі с. Германівка. Залишились мати, донька та син.
 Черемшук Володимир Маркович, 1964 р. н., 56 років, Кордишів Шумський район Тернопільська область. Учасник АТО, капітан ЗСУ. У квітні 2014 був призваний за мобілізацією у військовому званні «старший лейтенант». Після Яворівського полігону проходив військову службу в районі Маріуполя. Помер 25.04.2020 внаслідок хвороби. Залишились дружина, донька, онука.
 Іллюшко Михайло Анатолійович, 1982 р.н., Наумівка (Корюківський район) Чернігівська область. Учасник АТО 2014—2015, сержант, 93 ОМБр, командир бойової машини (танку). Працював у Києві на будівництвах. Під час Революції Гідності неодноразово їздив на Майдан. Був призваний у 3-тю хвилю мобілізації як доброволець. Боронив Авдіївку та Піски, брав участь у боях за Донецький аеропорт. 02.01.2015 був поранений. Нагороджений орденом «За мужність» III ступеня (13.08.2015). Помер 27.04.2020 внаслідок тяжкої хвороби. Залишились батьки, брат, дружина та 6-річний син.
 Леонтьєв Сергій Іванович, 23.03.1959, мешканець м. Коломия Івано-Франківська область. Учасник АТО, прапорщик. Помер 29.04.2020. Похований у Коломиї.
 Буца Іван Михайлович, 13.05.1992, Заріччя (Старосамбірський район) Львівська область. Учасник АТО, солдат, 80 ОДШБр. Проходив строкову службу у 80-ій бригаді. З початком війни у 2014 вирушив на фронт. Пройшов бої за Луганський і Донецький аеропорти, інші «гарячі точки». Дістав поранення обличчя (ока), довго лікувався, отримав інвалідність, за станом здоров'я звільнився з військової служби за контрактом. Почесний громадянин села Воютичі. Раптово помер 01.05.2020, — вранці стало зле, помер до приїзду «швидкої». Залишились мати і сестра.
 Борщ Роман Дмитрович, 26.10.1993, Полонична Кам'янка-Бузький район Львівська область. Учасник АТО, 24 ОМБр. З 19.05.2014 до березня 2016 проходив службу за мобілізацією, з червня по серпень 2014 виконував завдання в зоні проведення АТО. Помер 01.05.2020 в рідному селі. Похований на місцевому кладовищі.
 Данильченко Максим, Нікополь Дніпропетровська область. Учасник АТО/ООС, 74 ОРБ. Загинув 02.05.2020 у ДТП. Похований в Нікополі.
 Панько Олег Васильович, 03.09.1977, мешканець с. Тулуків Снятинський район Івано-Франківська область. Учасник АТО 2014—2015, старший лейтенант запасу, 51 ОМБр. На фронті був два роки. Голова сільської територіальної громади с. Тулуків, заступник голови районної спілки ветеранів АТО. Переніс дві важкі операції. Покінчив життя самогубством 05.05.2020. Похований в с. Тулуків. Залишились дружина і троє дітей, — син та дві доньки.
 Сварчевський Олександр («Кузнєчик»), Івано-Франківська область. Учасник АТО, 26 ОАБр, навідник. З березня 2015 по квітень 2016 захищав Україну в зоні проведення АТО, відзначений трьома бойовими нагородами. Помер 11.05.2020. Після прощання в Івано-Франківську похований у Києві на Байковому кладовищі. Залишились дві доньки, 7 і 6 років.
 Барбазяк Андрій Павлович, 13.12.1970, Берегомет Вижницький район Чернівецька область. Учасник АТО, 14 ОМБр, водій. Помер 15.05.2020. Поховання в смт Берегомет.
 Стефурак Роман Євгенович, 13.10.1970, мешканець м. Коломия Івано-Франківська область. Учасник АТО, старший лейтенант. В 1990-х роках викладав фізику в школі № 6. Під час війни проходив службу за мобілізацією. Помер 16.05.2020. Похований в с. Джурків Коломийського району.
 Вербицький Анатолій Михайлович, 30.08.1969, Вінницька область. Учасник АТО, капітан 1 рангу запасу, Командування ВМС ЗС України, заступник командувача з логістики — начальник логістики (2016—2019). З 1993 по 2012 проходив службу на посадах начальника продовольчої служби військових частин, заступника командира 51 ОМБр з тилу, заступника начальника центру з матеріально-технічного забезпечення — начальника відділу центру військ берегової оборони. У 2012—2014 — начальник відділу тилового забезпечення центру організації МТЗ Головного командного центру ЗСУ. З 2014 по 2016 проходив службу на посадах начальника тилу оперативних командувань. У 2016 був призначений заступником командувача з логістики Командування ВМС. У 2019 звільнений в запас. 17.05.2020, о 21:00, загинув в ДТП на автодорозі неподалік с. Верба (Володимир-Волинський район) Волинської області, — на автомобілі Toyota Avensis злетів у кювет та врізався в придорожнє дерево, від отриманих травм помер на місці.
 Демешко Віталій Вадимович, 20.03.1989, Кропивницький Кіровоградська область. Мешканець м. Бровари Київська область. Учасник АТО. У 2007 закінчив профліцей в Горішніх Плавнях. На фронт пішов добровольцем, демобілізувався у 2017. Помер 18.05.2020 внаслідок тяжкої хвороби, ймовірно, від енцефаліту, — під час підготовки до операції з перелому ноги у Броварській районній лікарні виявили кліща, операція пройшла успішно, але за тиждень стан різко погіршився. За фактом смерті місцева прокуратура відкрила кримінальне провадження, призначено судово-медичну експертизу. Залишились батьки, син.
 Курдеча Артем Володимирович, мешканець м. Харків. Був призваний за мобілізацією (1 хвиля), проходив службу у Нацгвардії, в/ч 3005 (5 квітня 2014 — 25 березня 2015). Під час служби виконував бойові завдання у зоні АТО (м. Слов'янськ, м. Волноваха).
В ніч з 10 на 11 травня 2020 року потрапив у ДТП. Був знайдений без тями в районі вул. Героїв Сталінграду близько 05:00 на узбіччі з електровелосипедом.
З травмою мозку доставлений до 4- ї Харківської лікарні невідкладної хірургії був прооперований.
18.05.2020 Артем Курдеча помер у реанімації, так і не прийшовши до тями. Винуватця ДТП встановлено не було.
Артем Курдеча похований 20.05.2020 в м. Харкові напроти Алеї героїв.
 Діордіца Олександр Олександрович, 28.02.1983, мешканець с. Ворзель (Ірпінська міська рада) Київська область. Учасник АТО, 15 ОГПБ, гранатометник. Помер 22.05.2020 від тяжкої хвороби. Похований на Ворзельському кладовищі. Залишились дружина та син.
 Корнієнко Ігор Михайлович («Корнєй»), 45 років, мешканець м. Вишгород Київська область. Учасник АТО, 24 ОШБ «Айдар». Учасник Революції Гідності. У 2014 добровольцем пішов на фронт. Після двох років війни повернувся у Вишгород, працював охоронцем. Вбитий вночі 22.05.2020 під час сутички з підлітками в центрі Вишгорода. За попередньою інформацією, двоє чоловіків, близько 03:00 поверталися до дому з роботи (мали при собі вогнепальну зброю) та стали учасниками конфлікту з групою місцевих підлітків (за іншими даними, Ігор вийшов заспокоїти групу хлопців, які шуміли під вікнами). В ході конфлікту підлітки заволоділи зброєю (мисливським карабіном МКМ-072СБ), після чого один з них впритул застрелив ветерана. Підозрюваного у вбивстві та всіх інших учасників інциденту затримано. Похований у Вишгороді.
 Акопян Аветік Оганезович, 29.07.1973, Тбілісі Грузія. Мешкав у м. Кременчук Полтавська область. Учасник АТО, солдат, 72 ОМБр. Здобув фах закрійника взуття. Під час війни став на захист України, — в липні 2017 вступив на військову службу за контрактом, пройшов бої за Авдіївку, 2018 був демобілізований. У квітні 2020 діагностували пухлину мозку, проходив лікування у Кременчуці. Помер 27.05.2020. Залишились мати, дружина та троє братів, один з яких також воює в зоні ООС.
 Бортнічук Володимир Петрович, 16.11.1963, мешканець м. Берегове Закарпатська область. Учасник АТО, 128 ОГШБр. З вересня 2014 до 01.10.2019 проходив військову службу за контрактом, зокрема в зоні АТО/ООС. Помер 27.05.2020 внаслідок тяжкої хвороби.
 Панич Віталій, Новоіванівське (Коломацький район) Харківська область. Мешканець м. Київ. Учасник АТО, волонтер. Навчався в ХНУПС. У 2018 переніс операцію з видалення нирки. Помер 07.06.2020 внаслідок зупинки серця в реанімаційному відділенні Київської МКЛ № 4, діагноз: пневмонія, печінкова і ниркова недостатність. Похований в с. Новоіванівське. Залишилась дружина та діти.
 Стоніс Євген Владиславович, 37 років, мешканець м. Павлоград Дніпропетровська область. Учасник АТО, 25 ОПДБр, старший стрілець. Шахтар. З березня 2014 по березень 2015 проходив військову службу за мобілізацією, у боях дістав кілька контузій, мав нагороди. Помер вранці 10.06.2020 вдома від зупинки серця. Похований у Павлограді, на кладовищі по вул. Луганській.
 Карамушка Дмитро Ігорович («Карам»), Харків. Учасник АТО, 92 ОМБр, командир відділення. З 2014 по 2017 проходив військову службу в розвідувальному підрозділі бригади. Помер 12.06.2020 в результаті зупинки серця. Похований у Харкові, на Алеї Слави кладовища № 18.
 Грицай Володимир Миколайович, 24.08.1969, Жаврів Гощанський район Рівненська область. Учасник АТО/ООС (2016—2020), 14 ОМБр, 3-й батальйон, водій-слюсар. Проходив військову службу за контрактом з серпня 2016 по лютий 2020. Раптово помер 12.06.2020. Залишилися дружина, дочка і четверо синів.
 Пістрюга Валентин Михайлович, 26.11.1953, 66 років, мешкав у м. Київ. Генерал-майор, Армійська авіація України, начальник (2008—2016). У 1975 закінчив Сизранське ВВАУЛ, у 1987 — ВІЛ ім. Ю. А. Гагаріна. У 1983—1984 проходив службу в Афганістані, у складі 50 ЗСАп (Кабул). Пройшов шлях від командира полку до начальника армійської авіації Сухопутних військ ЗСУ. Нагороджений орденом Червоної Зірки та орденом Данила Галицького. Помер 14.06.2020. Прощання та поховання пройшли у м. Броди на Львівщині.
 Шевчишин Ірина Яремівна («Артистка»), Надвірна Івано-Франківська область. Учасниця АТО (2014—2018), 93 ОМБр, парамедик. Мала дві вищі освіти — інженер та бухгалтер-економіст. До війни працювала бухгалтером на підприємстві. З грудня 2014 була волонтеркою медпункту в Пісках. У серпні 2015 вступила на військову службу за контрактом, була санінструктором рембатальйону 93 ОМБр, діловодом у штабі. Повернулась до дому у 2018. Загинула 16.06.2020 у Надвірній, — її уразило електричним струмом, коли косила траву газонокосаркою на власному подвір'ї. Залишилися батько та чоловік, — учасник АТО/ООС, військовослужбовець 93 ОМБр. Похована у Надвірній.
 Ібрагімов Дилявер Ахметович, Запорізька область. Учасник АТО 2014—2015, 23 ОМПБ «Хортиця». Пішов на фронт у першу хвилю мобілізації. Помер 16.06.2020 в Польщі. Залишилася мати.
 Хидаєв Руслан, Новогригорівка (Васильківський район) Дніпропетровська область. Учасник АТО/ООС, 43 ОМПБ «Патріот» 53 ОМБр. Воював у Трьохізбенці на Луганщині. Поаернувся додому у квітні 2020. Помер у ніч на 19.06.2020 внаслідок інсульту. Похований в с. Новогригорівка.
 Богатир Роман Вікторович, 16.01.1971, мешкав у м. Кам'янське Дніпропетровська область. Учасник АТО 2014—2016, майор, 39 ОМПБ «Дніпро-2», заступник командира батальйону. 1992 закінчив Сумське ВАКУ. До серпня 1998 проходив службу в 24-ій дивізії. З початком війни у травні 2014 обійняв посаду начальника розвідки 39-го батальйону тероборони. Пройшов «Іловайський котел», кілька разів був поранений на фронті. У жовтні 2014 призначений заступником командира батальйону. 10.12.2014, потрапивши в засідку терористів поблизу Кряківки, дістав важке поранення (тоді загинули сержанти Володимир Коновалов та Ігор Удовицький). 13.08.2015 був нагороджений орденом Богдана Хмельницького III ступеня. Звільнився із ЗСУ у березні 2016. Займався волонтерською діяльністю. Помер 19.06.2020 о 17:00 у київській лікарні в результаті тромбу в легеневій артерії. Поховання у с. Світлогірське (Криничанський район).
 Коверя Андрій («Араб»), Дніпро. Учасник АТО, 25 ОПДБр. Загинув в результаті ДТП 20.06.2020. Поховання 23 червня.
 Забродський Сергій Сергійович, 11.08.1991, Іршанськ Хорошівський район Житомирська область. Учасник АТО, 30 ОМБр. Загинув 21.06.2020, — вбитий під час конфлікту вночі біля кафе «Шутерс» в смт Іршанськ, — місцевий мешканець наніс ножові поранення дев'ятьом молодим чоловікам, які відпочивали в кафе, Сергій втратив багато крові і помер у Хорошівський районній лікарні, троє постраждалих — в реанімації. Похований в Іршанську. Залишились батьки, брат. Поліція встановила особу нападника (має три судимості), він об'явлений у розшук.
 Зданевич Віталій Петрович, 25.06.1974, Курозвани Гощанський район Рівненська область. Учасник АТО, старший солдат, водій. Проходив військову службу за мобілізацією з 22.07.2015 по 17.10.2016. Помер 22.06.2020. Залишилися батьки та син.
 Савенко Павло Євгенович, 1978 р.н., мешканець м. Дніпро. Учасник АТО, полковник поліції, начальник УОАЗОР (до 2018), начальник відділу кримінального аналізу ГУНП України в Дніпропетровській області (2018—2019). З березня 2020 працював у ДДУВС, старший викладач кафедри оперативно-розшукової діяльності. Близько 22:00, 25.06.2020 покінчив життя самогубством пострілом з карабіна в голову у себе вдома. Залишились дружина та донька.
 Поліщук Борис Степанович, 1978 р.н., Бориспіль Київська область. Мешкав у м. Києві. Учасник АТО, 11 ОМПБ «Київська Русь». Загинув 24.06.2020 у Києві, обставини загибелі з'ясовують правоохоронні органи. Похований 08.07.2020 у Борисполі, на Рогозівському кладовищі. Залишились мати, сестра.
 Мироненко Василь Іванович, 31 рік. Мешкав у с. Мельники (Чигиринський район) Черкаська область. Учасник АТО. Загинув наприкінці червня внаслідок нещасного випадку під час заготівлі деревини.
 Сорохан Василь Дмитрович, 26.07.1963, 56 років, Коломия Івано-Франківська область. Учасник АТО, інвалід війни ІІ групи. Помер 27.06.2020. Поховання в с. Уторопи Косівського району.
 Топорович Іван Миронович, 44 роки, Воля (Старосамбірський район) Львівська область. Учасник АТО 2014—2015, 703 ОПОЗ, механік-водій (машина розмінувавання). Пройшов бої за Дебальцеве. Працював кочегаром у місцевій школі. Передчасно помер, похований 28.06.2020 в с. Воля. Залишились батьки, брат, сестра.